# Isla Santa Elena
Santa Elena (en inglés Saint Helena) es una isla del océano Atlántico, ubicada a más de 1800 kilómetros de distancia de la costa occidental de Angola, en África. Administrativamente, es parte del territorio británico de ultramar de Santa Elena, Ascensión y Tristán de Acuña.
La isla es ampliamente conocida debido a que sirvió de prisión militar al exiliado emperador Napoleón I de Francia bajo arresto domiciliario desde su derrota final en la batalla de Waterloo en 1815 hasta su muerte en 1821.

## Historia

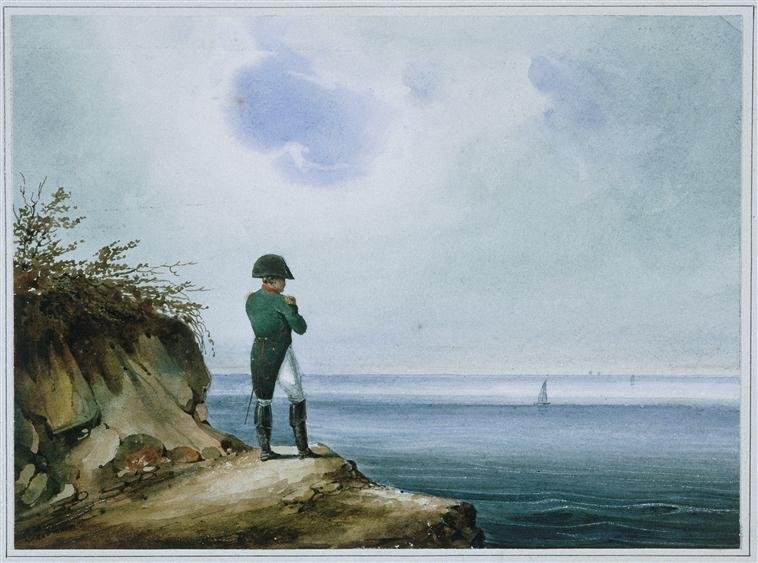
Napoleón Bonaparte en Santa Elena.

La isla de Santa Elena fue descubierta el 21 de mayo de 1502 por Juan de Nova, navegante español al servicio del rey de Portugal, que regresaba de un viaje desde la India, y la nombró por Helena de Constantinopla. Aunque la isla estaba deshabitada, había en ella muchos bosques y agua dulce. Importaron ganado, verduras y árboles frutales, construyeron una capilla y varias viviendas, donde dejaban a los enfermos para volverlos a casa en la siguiente embarcación si se recuperaban, pero sin llegar a formar un asentamiento permanente. Los portugueses mantuvieron la localización de la isla en secreto, sobre todo por su posición geográfica. Su primer residente permanente fue Fernando López, un portugués de la India que se convirtió en traidor y fue mutilado por orden de Alfonso de Albuquerque, el gobernador de Goa. López prefirió estar exiliado que regresar a Portugal en malas condiciones, y fue enviado a Santa Elena en 1513. Por orden real, López visitó Portugal poco después, pero regresó a la isla, donde murió en 1530. 
Los primeros ingleses que llegaron a Santa Elena fueron Thomas Cavendish, quien desembarcó en junio de 1588, durante su viaje alrededor del mundo; el capitán inglés Abraham Kendall, quien visitó la isla en 1591; y sir James Lancaster en 1593, haciendo escala rumbo a Inglaterra desde Oriente, y que regresó en 1603 a la isla en su primer viaje para la Compañía Británica de las Indias Orientales. 
La isla continuó deshabitada hasta la llegada de colonos neerlandeses en 1645. En 1651 Santa Elena fue transferida a la Compañía Británica de las Indias Orientales, que estableció un destacamento en la isla y construyó un fuerte en 1658, llamado Jamestown, nombre dado en honor al duque de York, Jacobo II. En 1673 los neerlandeses tomaron posesión de nuevo de la isla, pero fueron expulsados unos meses después.
En esa época, alrededor de la mitad de los habitantes eran esclavos. En 1810 la Compañía comenzó la importación de chinos desde Cantón. Durante el mandato de la Compañía, la isla prosperó económicamente hasta 1870, cuando la apertura del canal de Suez de 1869 facilitó las comunicaciones marítimas entre Europa y Asia evitando la navegación rodeando África, una ruta en la cual Santa Elena servía como un punto de escala fundamental.
Santa Elena, debido a su lejanía e inaccesibilidad, sirvió como prisión para grandes personalidades de la historia. Napoleón Bonaparte pasó sus últimos años de vida deportado en la isla desde 1815 hasta su muerte, ocurrida el 5 de mayo de 1821. El general Piet Cronje y otros prisioneros de las guerras anglo-bóeres fueron trasladados a este territorio, que también sirvió de lugar de exilio a algunos jefes zulúes, incluyendo Dinizulu.
Desde 1854, el emperador Napoleón III negoció con el gobierno británico la compra de una pequeña parte de la isla que incluía la casa de Longwood y el valle de la Tumba, convertidas en propiedades de Francia en 1858 bajo el nombre de «dominios franceses de Santa Elena» y gestionados desde entonces por el Ministerio de Relaciones Exteriores francés. El pabellón Briars, la primera casa del emperador en la isla, fue introducido en el dominio en 1959, cuando su último propietario la donó a Francia, proceso que se completó en 2007. Pese al nombre de «dominios franceses», las tres propiedades no constituyen una dependencia de Francia, sino que son propiedades privadas de ese país dentro de la isla británica.

## Política y gobierno
El poder ejecutivo de Santa Elena reside en el rey Carlos III y es ejercido en su nombre por el gobernador, que es nombrado por el rey con el asesoramiento del Gobierno británico. La defensa y los asuntos exteriores siguen siendo competencia del Reino Unido.
El Consejo Ejecutivo está presidido por el gobernador y se compone de tres funcionarios de oficio y cinco miembros electos del Consejo Legislativo nombrados por el gobernador. No hay ministro principal elegido, y el gobernador actúa como jefe de Gobierno. En enero de 2013 se propuso que el Consejo Ejecutivo estuviera dirigido por un consejero principal que sería elegido por los miembros del Consejo Legislativo y nombraría a los demás miembros del Consejo Ejecutivo. Estas propuestas se sometieron a referéndum el 23 de marzo de 2013, en el que fueron derrotadas por 158 votos a favor y 42 en contra, con una participación del 10%. Sin embargo, en otro referéndum celebrado en 2021, la población aprobó los cambios.

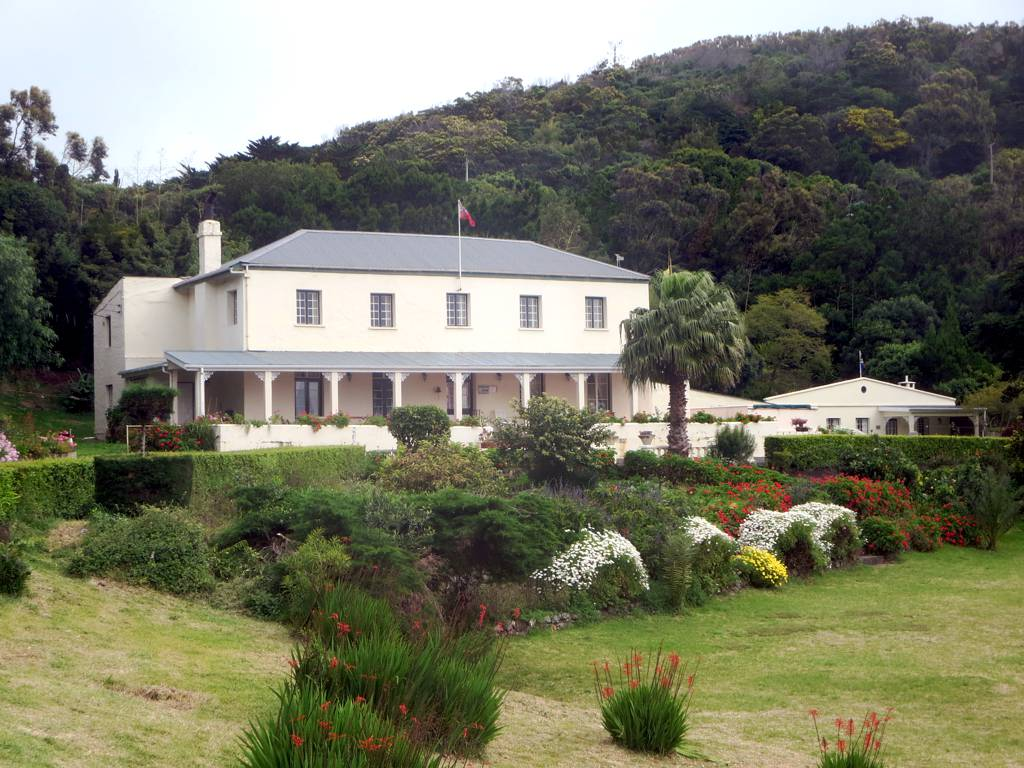
Prince's Lodge, Construida en 1808, la casa principal fue propiedad de una sucesión de dignatarios hasta que se arrendó finalmente a Richard Prince, de quien procede el nombre de la casa.

El poder legislativo de Santa Elena está compuesto por el Consejo Legislativo unicameral de Santa Elena y el rey en el Parlamento (representado por el gobernador). El Consejo Legislativo se compone de 15 miembros, de los cuales 12 son elegidos directamente por un mandato de cuatro años; un presidente y un vicepresidente, elegidos por los miembros elegidos; y un miembro de oficio, el fiscal General. Los miembros del Consejo utilizan las siglas «MLC» (Miembro del Consejo Legislativo).
La policía de la isla corre a cargo del Real Servicio de Policía de Santa Elena (RSHPS). El RSHPS es también el principal organismo policial de la isla de Ascensión y del archipiélago de Tristán da Cunha. Al igual que muchos otros países de la Commonwealth, el personal de servicio del RSHPS se conoce como «alguaciles», y el servicio también utiliza alguaciles especiales, además de emplear personal de plantilla no garantizado. El RSHPS también utiliza una variedad de rangos similares a los de otros cuerpos de seguridad de la Commonwealth. Santa Helena tiene una comisaría de policía, Coleman House, que lleva el nombre del agente Leonard John Coleman, fallecido en acto de servicio el 2 de diciembre de 1982. La única prisión de la isla, HMP Jamestown, fue construida en 1827 y en 2018.
Se ha observado que, a pesar de la alta tasa de desempleo resultante de la pérdida de pasaportes completos durante 1981-2002, la lealtad de la población de Santa Elena a la monarquía británica probablemente no sea superada en ninguna otra parte del mundo.

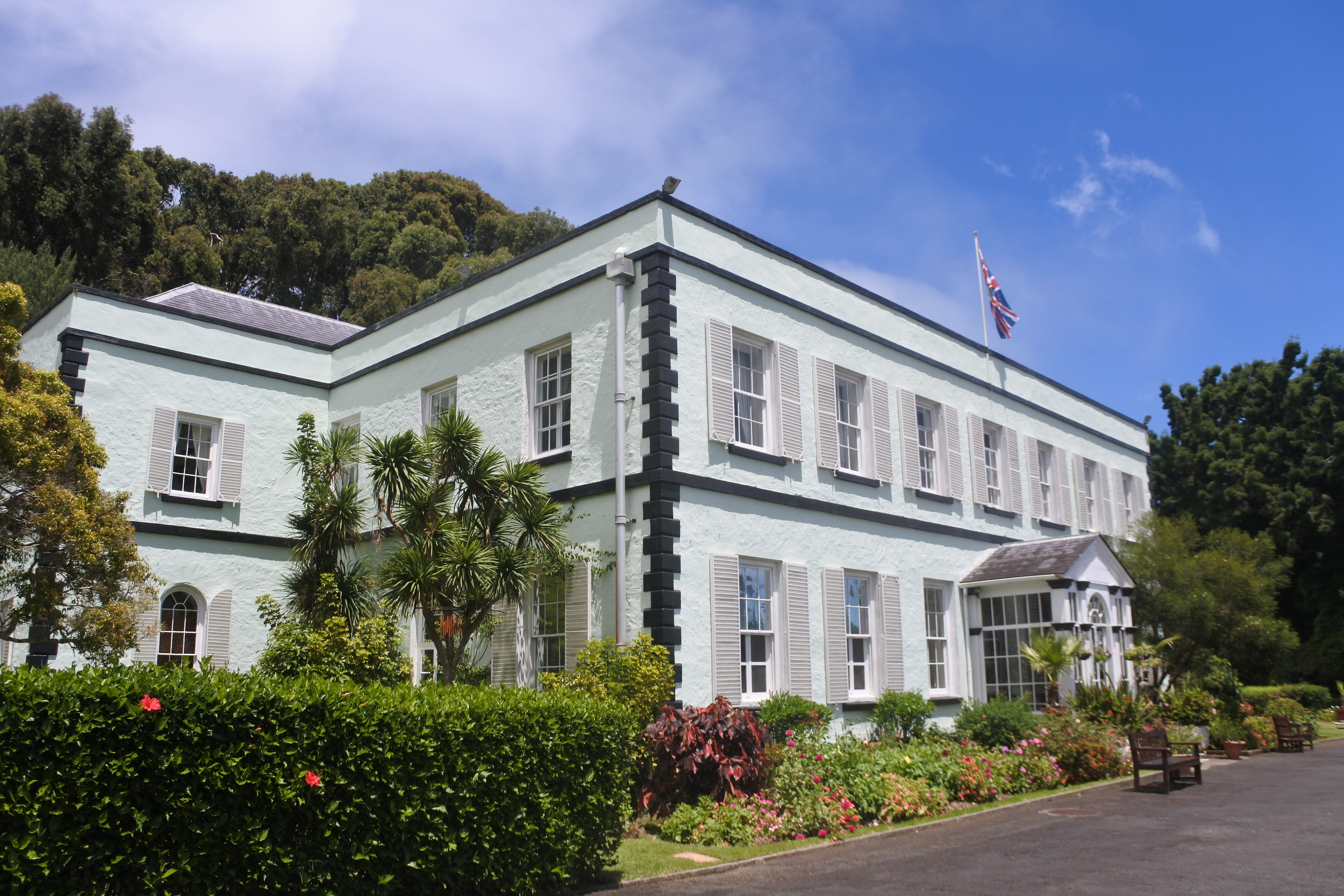
Plantation House residencia del Gobernador de Santa Elena. Fue construida en 1792 por la Compañía Británica de las Indias Orientales.

Jorge VI es el único monarca reinante que ha visitado la isla. Fue en 1947, cuando el rey, acompañado por la reina Isabel (más tarde La reina madre), la princesa Isabel (más tarde Reina Isabel II) y la princesa Margarita viajaban a Sudáfrica. El duque de Edimburgo llegó a Santa Elena en 1957, seguido de su hijo, el príncipe Andrés, que la visitó como miembro de las fuerzas armadas en 1984, y de su hija, la princesa real, en 2002. El príncipe Eduardo, duque de Edimburgo, realizó una visita oficial a Santa Elena a finales de enero de 2024, donde fue recibido por Jonathan la Tortuga, una tortuga gigante de Seychelles de 191 años nacida durante el reinado del rey Guillermo IV.

### Derechos humanos
En 2012, el Gobierno de Santa Elena financió la creación del Plan de Acción de Derechos Humanos de Santa Elena 2012-2015. Se está trabajando en el marco de este plan de acción, que incluye la publicación de artículos de sensibilización en los periódicos locales, la prestación de apoyo a los miembros del público con consultas sobre derechos humanos y la ampliación de varias convenciones de la ONU sobre derechos humanos a Santa Elena.
En julio de 2015, el Consejo Legislativo aprobó legislación para crear una Comisión de Igualdad y Derechos Humanos. Esta comenzó a funcionar en octubre de 2015.
En 2014 hubo denuncias de abusos a menores en Santa Elena. El Ministerio de Asuntos Exteriores y de la Commonwealth británico (FCO) fue acusado de mentir a las Naciones Unidas sobre los abusos a menores en Santa Elena para encubrir las denuncias.
Sasha Wass QC y su equipo llegaron a Santa Elena el 17 de marzo de 2015 para iniciar la investigación y partieron el 1 de abril de 2015. Se publicaron anuncios en los periódicos locales en la semana que finalizó el 13 de marzo de 2015.
El 10 de diciembre de 2015 se publicó un informe del Gobierno. En él se concluía que las acusaciones eran muy exageradas y que los escabrosos titulares del Daily Mail procedían de la información facilitada por dos trabajadores sociales, a los que el informe calificaba de incompetentes.
En 2017, un ciudadano de Santa Elena presentó una solicitud al Registro Civil para casarse con su prometido en Santa Elena[89]. En aquel momento, las leyes se referían a los matrimonios entre hombres y mujeres y no estaba claro si los matrimonios entre personas del mismo sexo eran legales. Tras eventos de consulta, el respaldo del Comité de Desarrollo Social y Comunitario y el Consejo Ejecutivo, la Ordenanza de Matrimonio fue actualizada y aprobada por el Consejo Legislativo en diciembre de 2017. La registradora Karen Yon supervisó la primera boda entre personas del mismo sexo entre los solicitantes originales de 2017, Lemarc Thomas, de Santa Elena, y Michael Wernstedt, de nacionalidad sueca, en una ceremonia celebrada en Plantation House el 31 de diciembre de 2018.

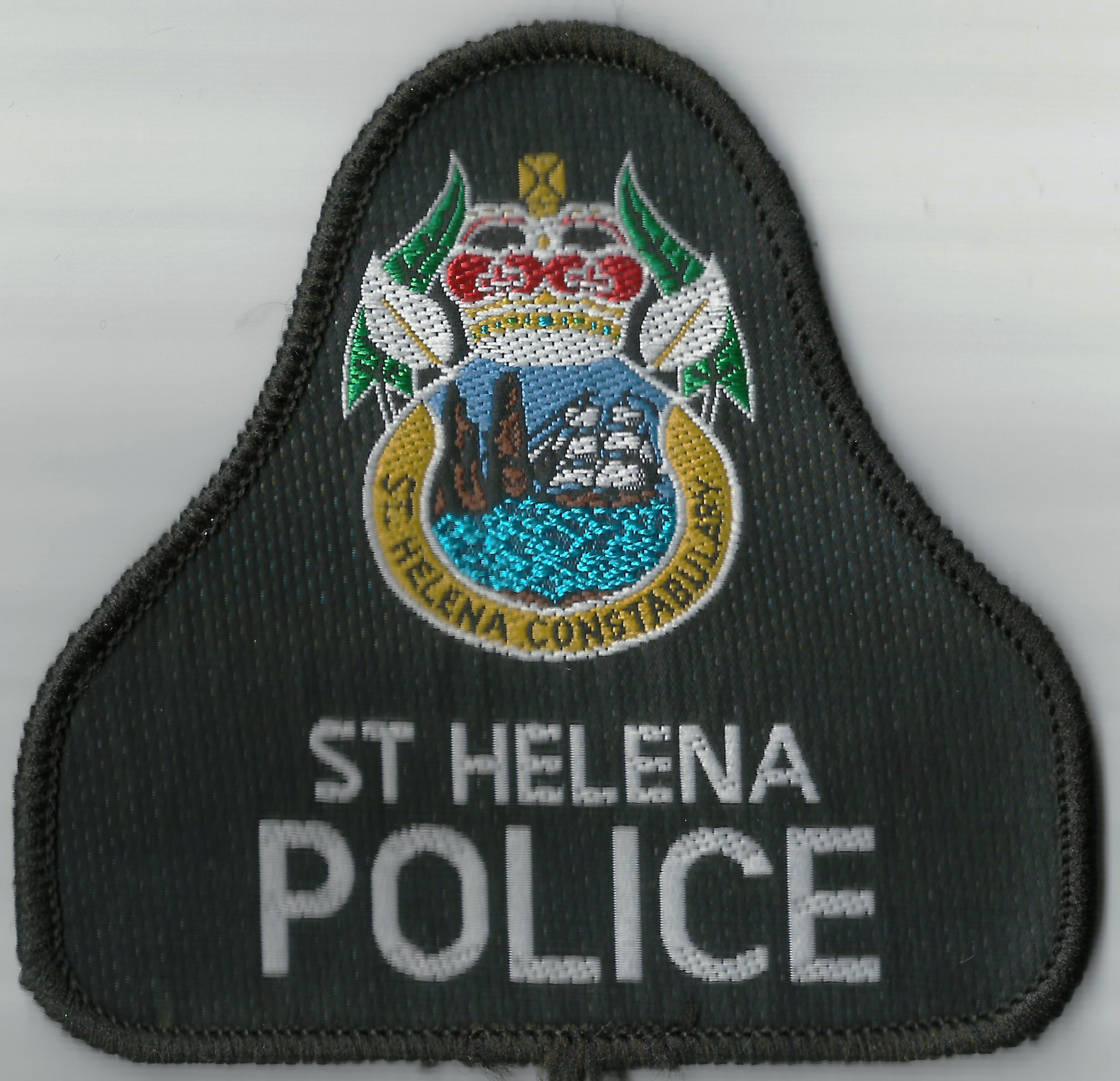
Emblema de la Real Policía de Santa Elena

En 2021, la Comisión de Igualdad y Derechos Humanos (EHRC) de Santa Elena colocó una corona de flores en la puerta del Pipe Store de Jamestown. El Pipe Store es un edificio en el que desde 2008 se almacenaban los restos de unas 325 personas, hombres, mujeres y niños desenterrados durante la construcción del aeropuerto, a la espera de ser enterrados de nuevo. Los restos pertenecían a africanos liberados que habían sido rescatados por el Escuadrón de África Occidental de la Marina Real durante la supresión del comercio atlántico de esclavos y llevados a Santa Elena.

### Policía
El Real Servicio de Policía de Santa Elena desempeña un papel crucial a la hora de garantizar la seguridad de Santa Elena, la isla de Ascensión y Tristán da Cunha. Con su enfoque centrado en la comunidad y su compromiso con el servicio público, el RSHPS busca proteger y servir a los residentes de estas islas remotas, a pesar de los retos a los que se enfrenta.
El Real Servicio de Policía de Santa Elena (RSHPS) es el cuerpo de policía local responsable del mantenimiento de la ley y el orden en la isla británica de Santa Elena, así como en los territorios cercanos de Ascensión y Tristán da Cunha.
El RSHPS, anteriormente conocido como Servicio de Policía de Santa Elena (Saint Helena Police Service), tiene una larga historia al servicio de la isla. El cuerpo se creó para ofrecer un enfoque de la seguridad centrado en la comunidad, con el lema «Proteger y servir a la comunidad ». El servicio forma parte de la cartera de Seguridad y Asuntos de Interior, que también incluye el Servicio de Incendios y Salvamento, la Prisión de Su Majestad en Jamestown, la Oficina de Inmigración y el Servicio de Salvamento Marítimo.
El RSHPS está compuesto por 29 agentes de policía acreditados, entre ellos un jefe de policía, un inspector jefe, tres inspectores, un sargento detective, cuatro sargentos, tres policías detectives y dieciséis alguaciles. Helena, con un destacamento de cinco agentes en la isla de Ascensión y un inspector de policía a tiempo completo en Tristán da Cunha. El cuartel general se encuentra en Coleman House, en Jamestown, y debe su nombre al agente Leonard John Coleman, fallecido en acto de servicio en 1982.
El RSHPS adopta un estilo de policía de proximidad, centrado en prevenir la delincuencia antes de que se produzca y en colaborar estrechamente con los residentes para mantener un entorno seguro. El cuerpo hace hincapié en la policía por consentimiento, garantizando que la comunidad participe en el mantenimiento de la ley y el orden. El RSHPS también cuenta con un Departamento de Investigación Criminal que supervisa todos los incidentes delictivos, apoyado por equipos uniformados y comunitarios que gestionan la delincuencia de volumen.
A pesar de su reducido tamaño, el RSHPS se enfrenta a diversos retos, como la limitación de recursos y la necesidad de adaptarse a los métodos policiales modernos. El cuerpo mantiene una asociación conjunta con la Policía de Hampshire y la Isla de Wight, en el Reino Unido, que le proporciona apoyo y recursos adicionales. El RSHPS también trabaja para mejorar sus capacidades mediante la formación y la colaboración con otros organismos encargados de la aplicación de la ley.

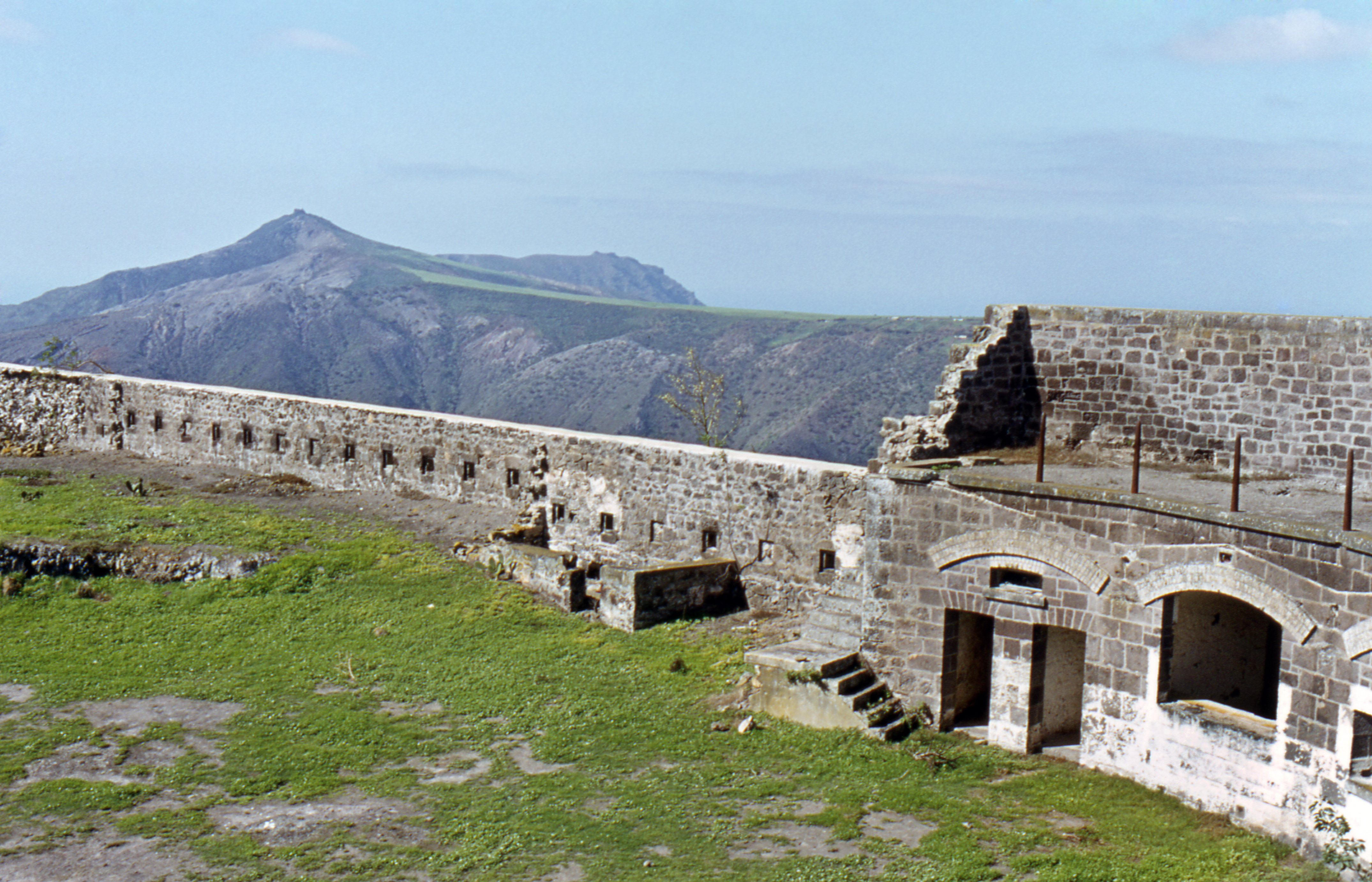
El Fuerte de High Knoll cuya estructura actual data de 1874 en el distrito de Saint Paul's

### Organización territorial
Santa Elena es una de las áreas que componen el territorio de ultramar de Santa Elena, Ascensión y Tristán de Acuña.
El área administrativa de Santa Elena se divide en ocho distritos:
| \| Distrito \| Superficie km² \| Población 2008 \| \| ------------------ \| -------------- \| -------------- \| \| Alarm Forest \| 5,9 \| 276 \| \| Sandy Bay \| 15,3 \| 205 \| \| Blue Hill \| 36,5 \| 153 \| \| Half Tree Hollow \| 1,6 \| 901 \| \| Jamestown \| 3,6 \| 714 \| \| Levelwood \| 14,0 \| 316 \| \| Longwood \| 33,4 \| 715 \| \| San Pablo \| 11,4 \| 795 \| \| Santa Elena (Isla) \| 121,7 \| 4.255 \| | Distritos de la isla Santa Elena. |                |
| Distrito | Superficie km²                    | Población 2008 |
| Alarm Forest | 5,9                               | 276            |
| Sandy Bay | 15,3                              | 205            |
| Blue Hill | 36,5                              | 153            |
| Half Tree Hollow | 1,6                               | 901            |
| Jamestown | 3,6                               | 714            |
| Levelwood | 14,0                              | 316            |
| Longwood | 33,4                              | 715            |
| San Pablo | 11,4                              | 795            |
| Santa Elena (Isla) | 121,7                             | 4.255          |

## Geografía

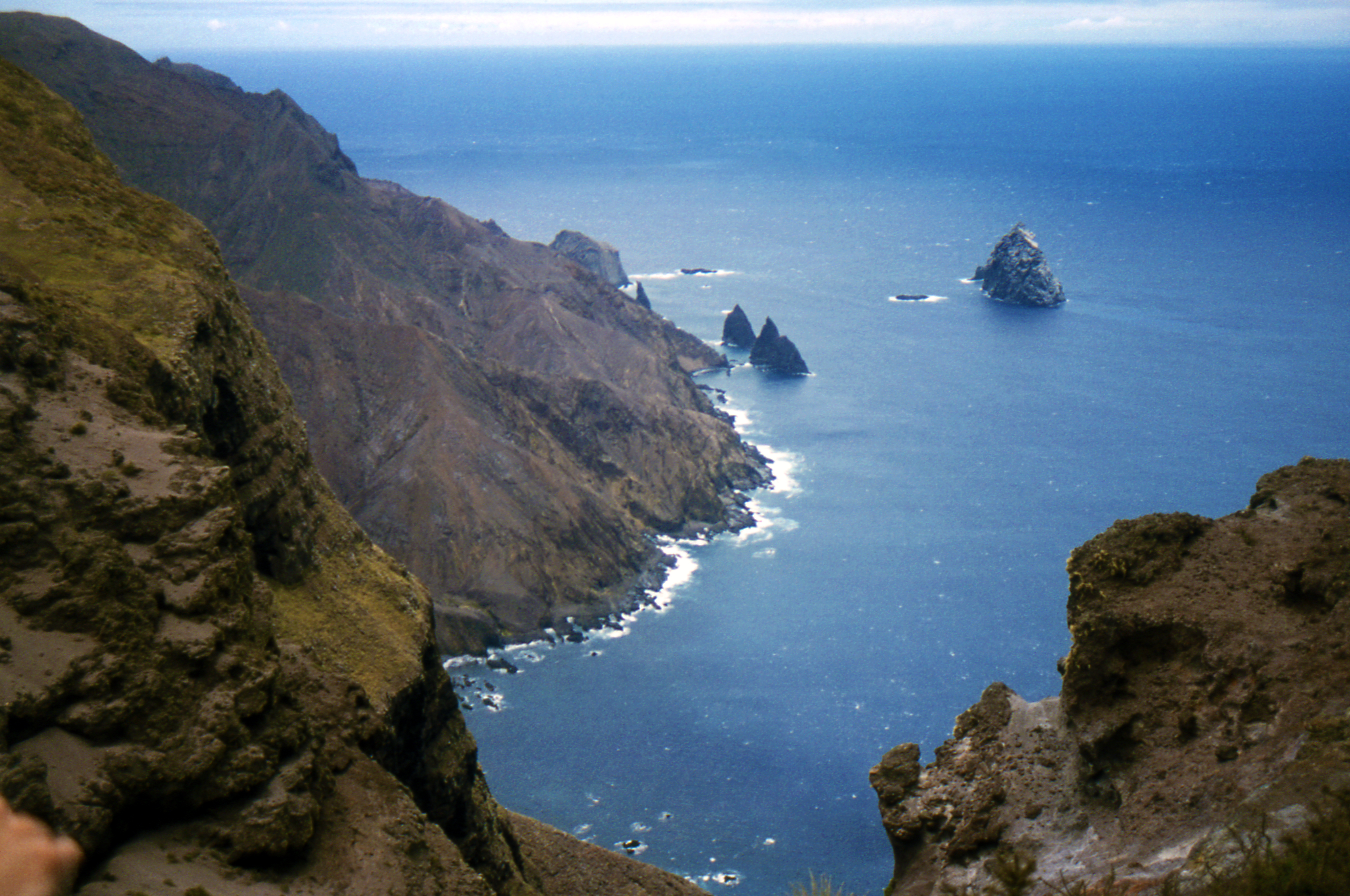
Bahía Manatí, Santa Elena

Situada en el océano Atlántico Sur, en la dorsal Mesoatlántica, a más de 2000 kilómetros de la masa continental más cercana, Santa Elena es uno de los lugares más remotos del mundo. El puerto más cercano del continente es Moçâmedes, en el sur de Angola. Las conexiones con Ciudad del Cabo, en Sudáfrica, se utilizan para la mayoría de las necesidades de transporte marítimo, como el barco de carga que sirve a la isla, el MS Helena.
La isla está asociada con otras dos islas aisladas en el Atlántico Sur, también territorios británicos: La isla Ascensión, a unos 1300 kilómetros (810 millas) al noroeste, en aguas más ecuatoriales, y Tristán da Cunha, que está muy lejos de los trópicos, a 2430 kilómetros (1510 millas) al sur. La isla está situada en el hemisferio occidental y tiene la misma longitud que Cornualles en el Reino Unido. A pesar de su remota ubicación, las Naciones Unidas la clasifican como situada en el África occidental.
La isla de Santa Elena tiene una superficie de 121 km². Dentro del área administrativa de Santa Elena, se incluyen los pequeños islotes satélites y rocas como la Roca de Castle, isla de Speerd, Los Needle, roca de Lower Black, roca de Upper Black (sur), isla de Bird (sudoeste), roca de Black, isla del Valle Thompson, isla de Peaked, isla de Egg, Lady's Chair, roca de Lighter (oeste), Long Ledge (noroeste), isla de Shore, isla de George, isla de la Roca Rough, roca de Flat (este), los Buoys, isla de la Bahía Sandy, los Chimney, isla de White Bird y la roca de Frightus (sudeste), que en su conjunto suman 1 km².
En la isla existen al menos cuarenta clases de especies vegetales desconocidas en cualquier otra parte del mundo. Constituye por sí sola la ecorregión denominada monte y matorral de Santa Elena.

### Clima
El clima de Santa Elena es tropical, marino y suave, templado por la corriente de Benguela y los vientos alisios que soplan casi continuamente. El clima varía notablemente en toda la isla. Las temperaturas en Jamestown, en la costa norte de sotavento, oscilan entre los 21 y los 28 °C (70-82 °F) en verano (enero a abril) y entre los 17 y los 24 °C (63-75 °F) durante el resto del año. Las temperaturas en las zonas centrales son, en promedio, 5-6 °C (9,0-10,8 °F) más bajas. Jamestown también tiene una precipitación anual muy baja, mientras que entre 750 y 1000 mm (30-39 pulgadas) caen por año en las tierras más altas y en la costa sur, donde también está notablemente más nublado. Hay estaciones de registro meteorológico en los distritos de Longwood y Blue Hill.

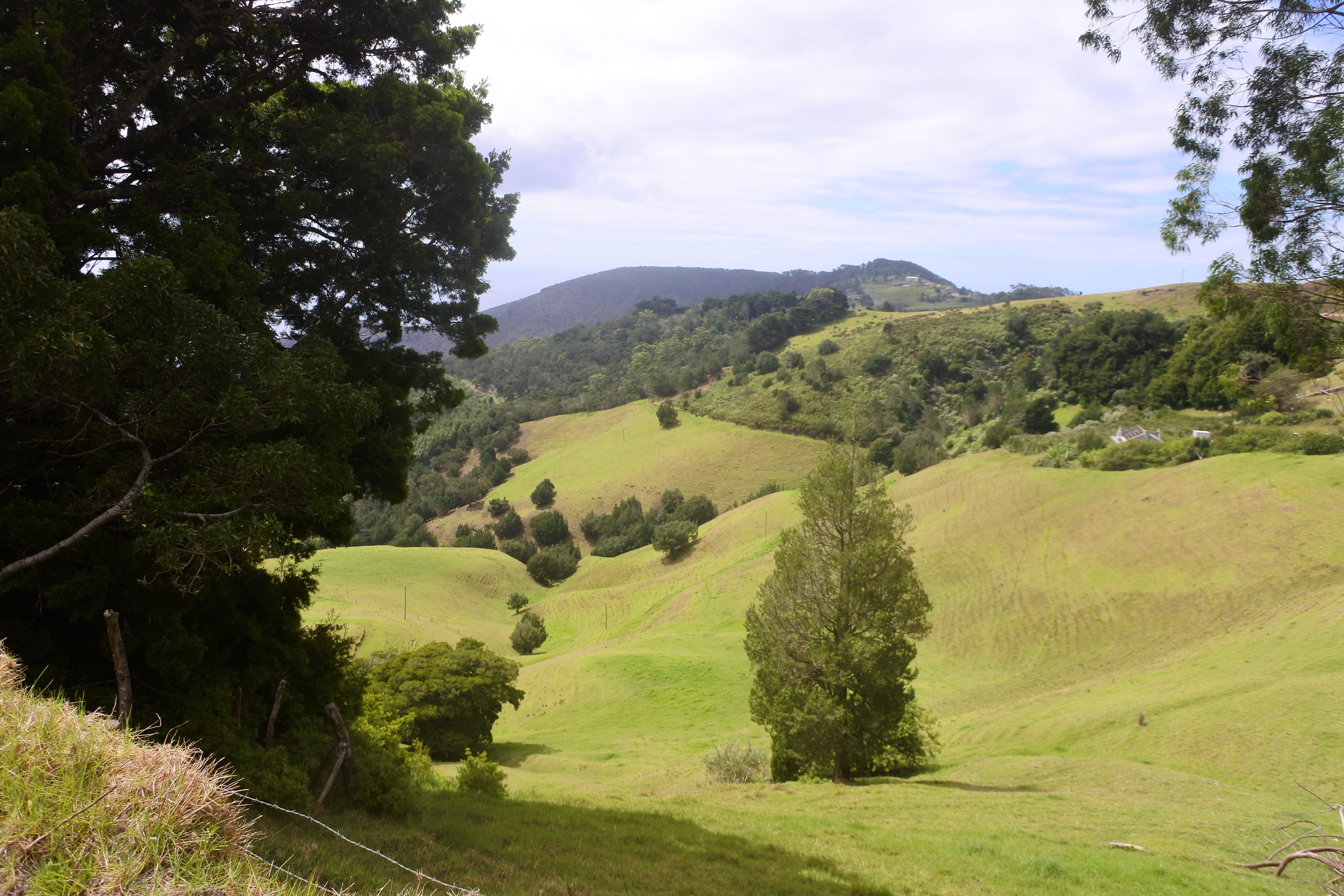
Vista de Blue Hill en la isla de Santa Elena

| Parámetros climáticos promedio de Jamestown, Isla Santa Elena | Parámetros climáticos promedio de Jamestown, Isla Santa Elena | Parámetros climáticos promedio de Jamestown, Isla Santa Elena | Parámetros climáticos promedio de Jamestown, Isla Santa Elena | Parámetros climáticos promedio de Jamestown, Isla Santa Elena | Parámetros climáticos promedio de Jamestown, Isla Santa Elena | Parámetros climáticos promedio de Jamestown, Isla Santa Elena | Parámetros climáticos promedio de Jamestown, Isla Santa Elena | Parámetros climáticos promedio de Jamestown, Isla Santa Elena | Parámetros climáticos promedio de Jamestown, Isla Santa Elena | Parámetros climáticos promedio de Jamestown, Isla Santa Elena | Parámetros climáticos promedio de Jamestown, Isla Santa Elena | Parámetros climáticos promedio de Jamestown, Isla Santa Elena | Parámetros climáticos promedio de Jamestown, Isla Santa Elena |
| Mes                                                           | Ene.                                                          | Feb.                                                          | Mar.                                                          | Abr.                                                          | May.                                                          | Jun.                                                          | Jul.                                                          | Ago.                                                          | Sep.                                                          | Oct.                                                          | Nov.                                                          | Dic.                                                          | Anual                                                         |
| ------------------------------------------------------------- | ------------------------------------------------------------- | ------------------------------------------------------------- | ------------------------------------------------------------- | ------------------------------------------------------------- | ------------------------------------------------------------- | ------------------------------------------------------------- | ------------------------------------------------------------- | ------------------------------------------------------------- | ------------------------------------------------------------- | ------------------------------------------------------------- | ------------------------------------------------------------- | ------------------------------------------------------------- | ------------------------------------------------------------- |
| Temp. máx. abs. (°C)                                          | 32                                                            | 32                                                            | 33                                                            | 34                                                            | 28                                                            | 27                                                            | 26                                                            | 26                                                            | 26                                                            | 26                                                            | 27                                                            | 28                                                            | 34                                                            |
| Temp. máx. media (°C)                                         | 27                                                            | 27                                                            | 28                                                            | 27                                                            | 24                                                            | 23                                                            | 22                                                            | 22                                                            | 22                                                            | 23                                                            | 23                                                            | 24                                                            | 24                                                            |
| Temp. mín. media (°C)                                         | 21                                                            | 21                                                            | 22                                                            | 21                                                            | 19                                                            | 18                                                            | 17                                                            | 17                                                            | 17                                                            | 18                                                            | 18                                                            | 19                                                            | 19                                                            |
| Temp. mín. abs. (°C)                                          | 17                                                            | 19                                                            | 19                                                            | 17                                                            | 16                                                            | 16                                                            | 14                                                            | 15                                                            | 14                                                            | 16                                                            | 17                                                            | 16                                                            | 14                                                            |
| Precipitación total (mm)                                      | 8                                                             | 10                                                            | 20                                                            | 10                                                            | 18                                                            | 18                                                            | 8                                                             | 10                                                            | 5                                                             | 3                                                             | 0                                                             | 3                                                             | 113                                                           |
| Días de lluvias (≥ 1 mm)                                      | 4                                                             | 4                                                             | 5                                                             | 3                                                             | 4                                                             | 6                                                             | 8                                                             | 3                                                             | 2                                                             | 0.7                                                           | 0                                                             | 1                                                             | 41                                                            |
| Fuente: BBC Weather                                           |                                                               |                                                               |                                                               |                                                               |                                                               |                                                               |                                                               |                                                               |                                                               |                                                               |                                                               |                                                               |                                                               |

### Biodiversidad
Santa Elena es conocida desde hace tiempo por su elevada proporción de aves y plantas vasculares endémicas. Las zonas montañosas albergan la mayoría de las 400 especies endémicas reconocidas hasta la fecha. BirdLife International ha identificado gran parte de la isla como importante para la conservación de las aves, especialmente el chorlitejo patinegro, endémico de Santa Elena, y para las aves marinas que se reproducen en los islotes y escollos de alta mar, en las Áreas Importantes para las Aves del noreste y el suroeste.
Gracias a estos endemismos y a la excepcional variedad de hábitats, Santa Elena figura en la lista provisional del Reino Unido para futuros lugares declarados Patrimonio de la Humanidad por la UNESCO. El artista Rolf Weijburg realizó grabados originales de Santa Elena, en los que aparecen varias especies de estas aves endémicas.

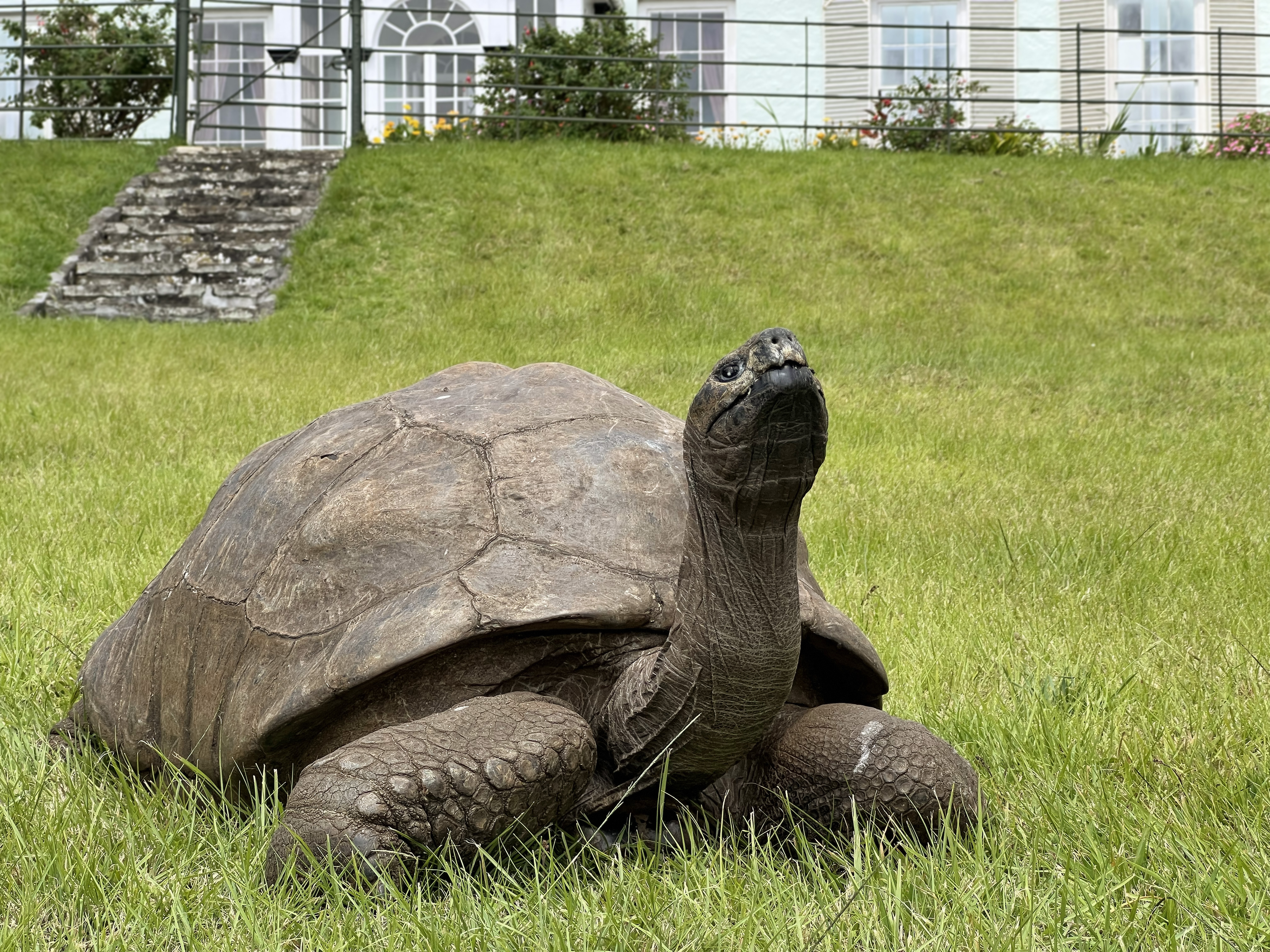
La Tortuga Jonathan, Su edad aproximada se estima en 191 años para 2024, lo que le convierte en el animal terrestre vivo más viejo conocido.

Sin embargo, la biodiversidad de Santa Elena también incluye vertebrados marinos, invertebrados (de agua dulce, terrestres y marinos), hongos (incluidas especies formadoras de líquenes), plantas no vasculares, algas y otros grupos biológicos. Hasta la fecha se sabe muy poco sobre ellos, aunque se han registrado más de 200 hongos formadores de líquenes, entre ellos nueve endémicos, lo que sugiere que aún quedan muchos descubrimientos importantes por hacer.
En la isla se han extinguido varias especies de flora y fauna. Debido a la deforestación, el último olivo endémico silvestre de Santa Elena, Nesiota elliptica, murió en 1994, y en diciembre de 2003 murió el último olivo cultivado. La tijereta autóctona de Santa Elena se vio por última vez en estado salvaje en 1967.
Desde 2000 se está llevando a cabo un gran proyecto de reforestación en el extremo nororiental de la isla, conocido como el Bosque del Milenio, para recrear el Gran Bosque que existía antes de la colonización.

La costa de la isla es profunda y se sabe que en ella abunda el cangrejo rojo. En 1991, un pesquero de cangrejos, el Oman Sea One, que se dedicaba a la pesca de cangrejos en nasas, volcó y posteriormente se hundió frente a la costa de Santa Elena cuando se dirigía desde la isla de Ascensión, perdiendo cuatro tripulantes. Un miembro de la tripulación fue rescatado por el RMS St Helena.

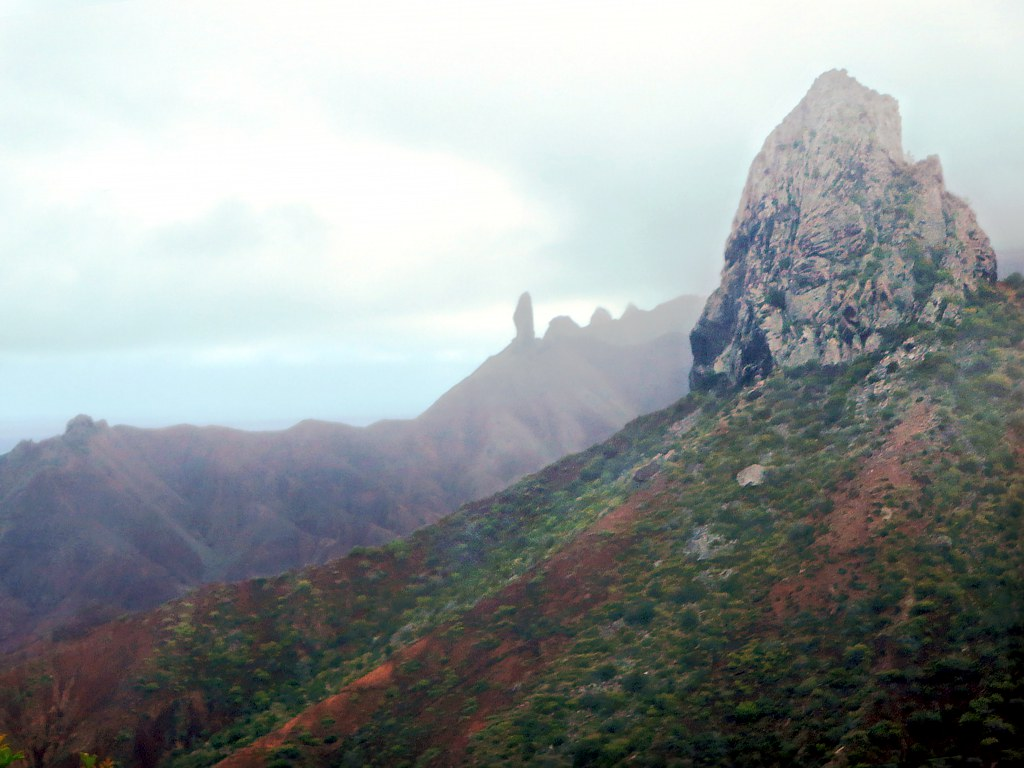
Formaciones volcánicas apodadas Lot (derecha) y la Esposa de Lot (izquierda) marcan el centro del cráter roto alrededor de la Bahía de Sandy, en el lado sur de la isla de Santa Elena.

Desde 2022 se han producido avances en el conocimiento de las arañas de Santa Elena. Algunos estudios publicados en 2023 y 2024 describieron nuevos géneros y especies. Quizás la más notable fue la araña topo (Molearachne sanctaehelenae), la primera araña lobo conocida de fuera de un entorno cavernícola de la que se sabe que tiene los ojos medianos anteriores reducidos, y que construye «colinas de topos» únicas, diferentes a las de cualquier otra araña. Otras especies descritas incluyen la araña lobo del Monte Vesey (Hogna veseyensis), que tiene un área de distribución actualmente restringida a una sola cascada y tres que fueron nombradas en honor a científicos locales de Santa Helena: la araña pirata Liza (Ero lizae), la araña pirata Natasha (Ero natashae) y la araña lobo Daryl (Dolocosa joshuai).

### Geología
Santa Elena, remota isla del Atlántico Sur, posee una fascinante historia geológica marcada por la actividad volcánica.
Santa Elena es una isla oceánica formada por la actividad volcánica del punto caliente de Santa Elena. La formación de la isla comenzó hace unos 14 millones de años, y las erupciones volcánicas continuaron hasta hace unos 7 millones de años. La actividad volcánica dio lugar a la formación de basaltos máficos, brechas y traquitas, que constituyen el lecho rocoso de la isla.
La estructura geológica de la isla se caracteriza por dos centros volcánicos principales: el Centro Volcánico del Noreste y el Centro Volcánico del Suroeste. El Centro Volcánico Nororiental, más antiguo, se formó hace entre 14 y 11 millones de años, mientras que el Centro Volcánico Suroccidental, más joven, se formó hace entre 10 y 7 millones de años. Estos centros volcánicos han dado lugar a diversas formaciones rocosas, como coladas de lava, intrusiones de traquita y depósitos piroclásticos.

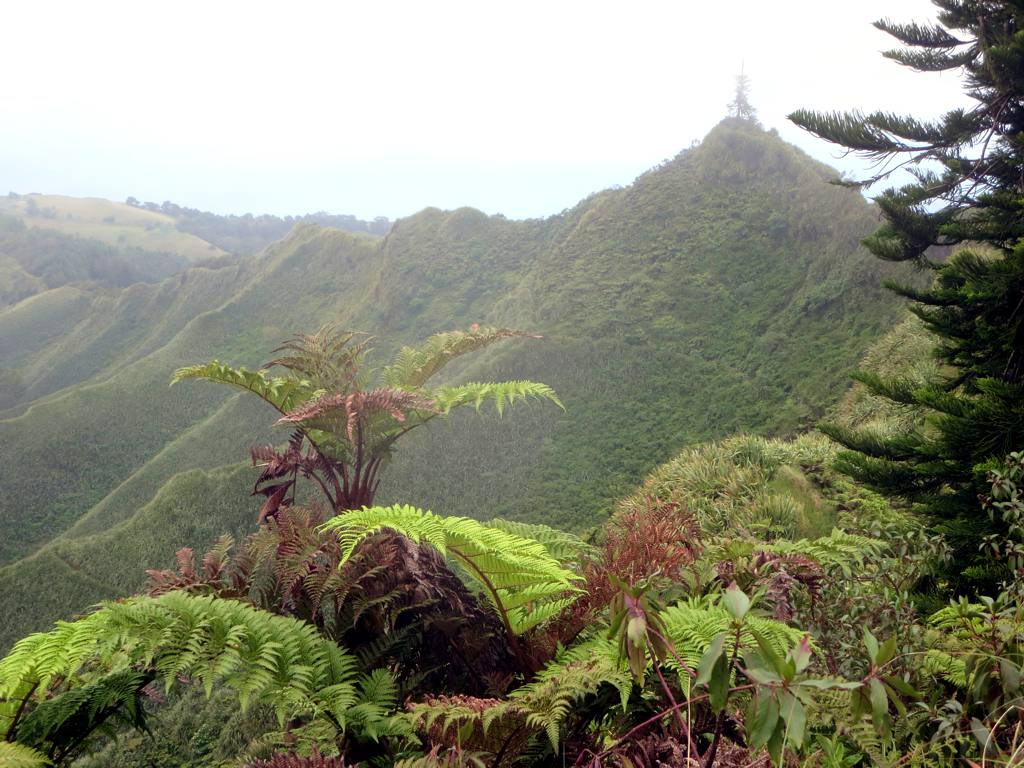
Monte Actaeon se eleva unos 800 metros sobre el nivel del mar

Desde que cesó la actividad volcánica, Santa Elena ha sufrido una importante erosión, que ha dado lugar a la formación de profundos valles en forma de V y abruptos acantilados costeros. El accidentado terreno de la isla es el resultado de esta erosión de larga duración, que ha modelado su paisaje único. El punto más alto de la isla, el Pico de Diana, se eleva a 818 metros y ofrece unas vistas impresionantes de la variada topografía de la isla.
La actividad sísmica de Santa Elena es baja, con sólo unos pocos seísmos locales débiles registrados desde su colonización. Estos seísmos se deben probablemente al rebote de la corteza terrestre por la erosión o a la actividad volcánica residual. La sismicidad de la isla es relativamente baja, lo que la convierte en un lugar seguro tanto para residentes como para visitantes.
Las rocas volcánicas de Santa Elena presentan una composición geoquímica única, con importantes variaciones de oligoelementos en comparación con otras islas del Atlántico Sur. Algunos geoquímicos han propuesto que los sedimentos oceánicos profundos pueden haberse mezclado con la fuente de magma, contribuyendo a estas variaciones. Las lavas de la isla también comparten un enriquecimiento característico en niobio con los basaltos de islas cercanas como Ascensión y Bouvet.
La geología de Santa Elena es un testimonio de los orígenes volcánicos de la isla y de los procesos naturales que han modelado su paisaje a lo largo de millones de años. Desde sus escarpados acantilados hasta sus profundos valles, las características geológicas de la isla ofrecen una visión de las fuerzas dinámicas que han creado este remoto paraíso. 

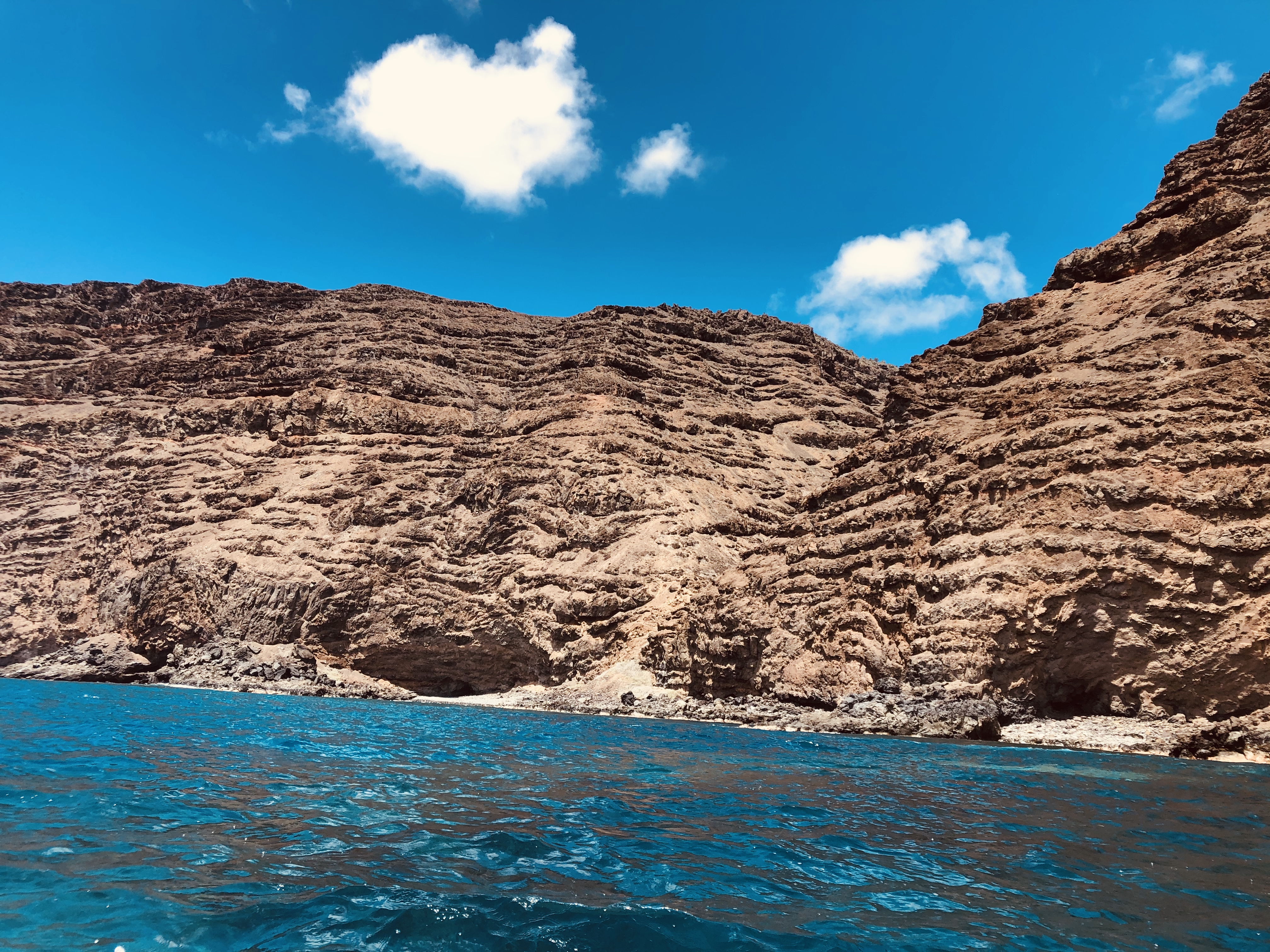
Acantilados en la parte norte de la isla de Santa Elena

### Relieve
El relieve de Santa Elena es algo más que un conjunto de montañas y valles; representa la historia geológica y la riqueza ecológica de esta remota isla. La variada topografía no sólo configura el clima y los hábitats locales, sino que también define el patrimonio cultural del territorio. Mientras Santa Elena navega por el equilibrio entre desarrollo y conservación, el extraordinario relieve seguirá despertando interés y admiración, simbolizando el lugar único de la isla en el paisaje geográfico e histórico del mundo. 
Con una combinación de paisajes escarpados, imponentes acantilados y formaciones volcánicas, Santa Elena presenta un notable caso de estudio de los procesos geológicos y la diversidad ecológica que sustentan.
Santa Elena es una isla volcánica aislada que emergió del océano como resultado de la actividad volcánica hace aproximadamente siete millones de años. La topografía resultante de la isla se caracteriza por montañas escarpadas y dentadas y valles profundos y estrechos que crean un paisaje dramático y pintoresco. El punto más alto de la isla, el Pico de Diana, alcanza una altitud de 818 metros y es el elemento central de los Picos de Santa Elena, una cadena montañosa que influye en el clima y la vegetación de la isla.
Los orígenes volcánicos de Santa Elena pueden atribuirse a la interacción entre las placas tectónicas africana y sudamericana y a la presencia de la Dorsal Mesoatlántica. El accidentado terreno incluye crestas entrelazadas, mesetas, acantilados y laderas escarpadas, y muchas de estas formaciones ofrecen impresionantes vistas de los alrededores oceánicos de la isla. Lo accidentado de la isla ha planteado históricamente dificultades para el transporte y el uso del suelo, pero también ha contribuido a su biodiversidad única.

## Economía

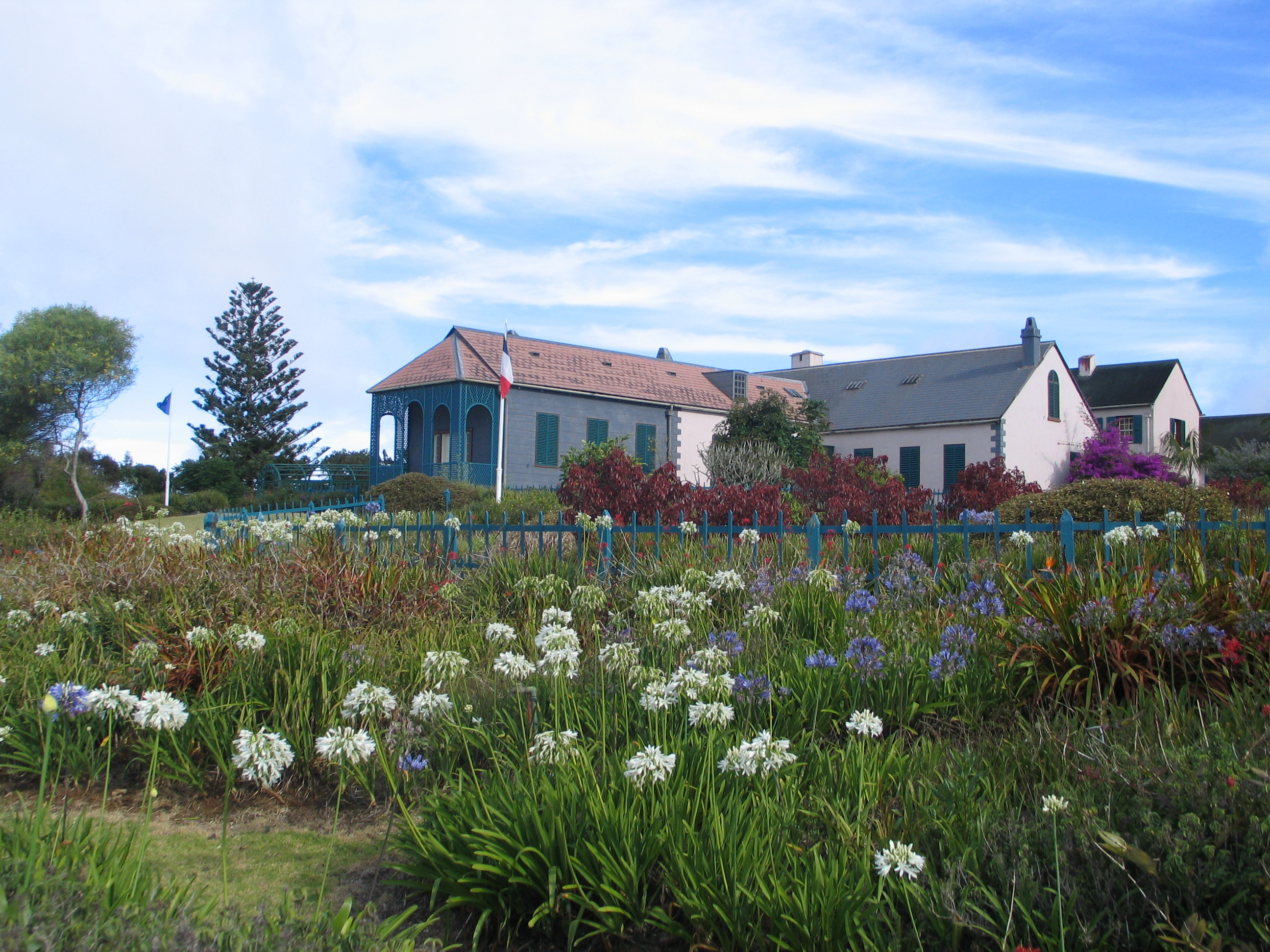
La Casa Longwood es una atracción turística local

La economía de la isla se basa principalmente en la ayuda que recibe del Reino Unido y en la exportación pesquera, cría de ganado y venta de artesanías. Actualmente tiene un pequeño centro bancario. 
El turismo que se realiza en Santa Elena se desarrolla sobre todo en los lugares donde estuvo Napoleón. 
La emisión de sellos postales, principalmente destinados al coleccionismo, es también una importante fuente de ingresos para su economía.

### Turismo
Antes de la terminación del aeropuerto, los principales grupos de turistas eran excursionistas dedicados y jubilados, ya que el viaje en barco requerido en el RMS Santa Elena consumía unas dos semanas de ida y vuelta, por lo que no resultaba atractivo para los turistas medios con empleos regulares; los excursionistas estaban dispuestos a utilizar unas dos semanas de permiso para ir y volver de Santa Elena y los jubilados no se preocupaban por los tiempos de viaje. Una vez terminado el aeropuerto, la isla ha adquirido el potencial de atraer a una gama más amplia de turistas.

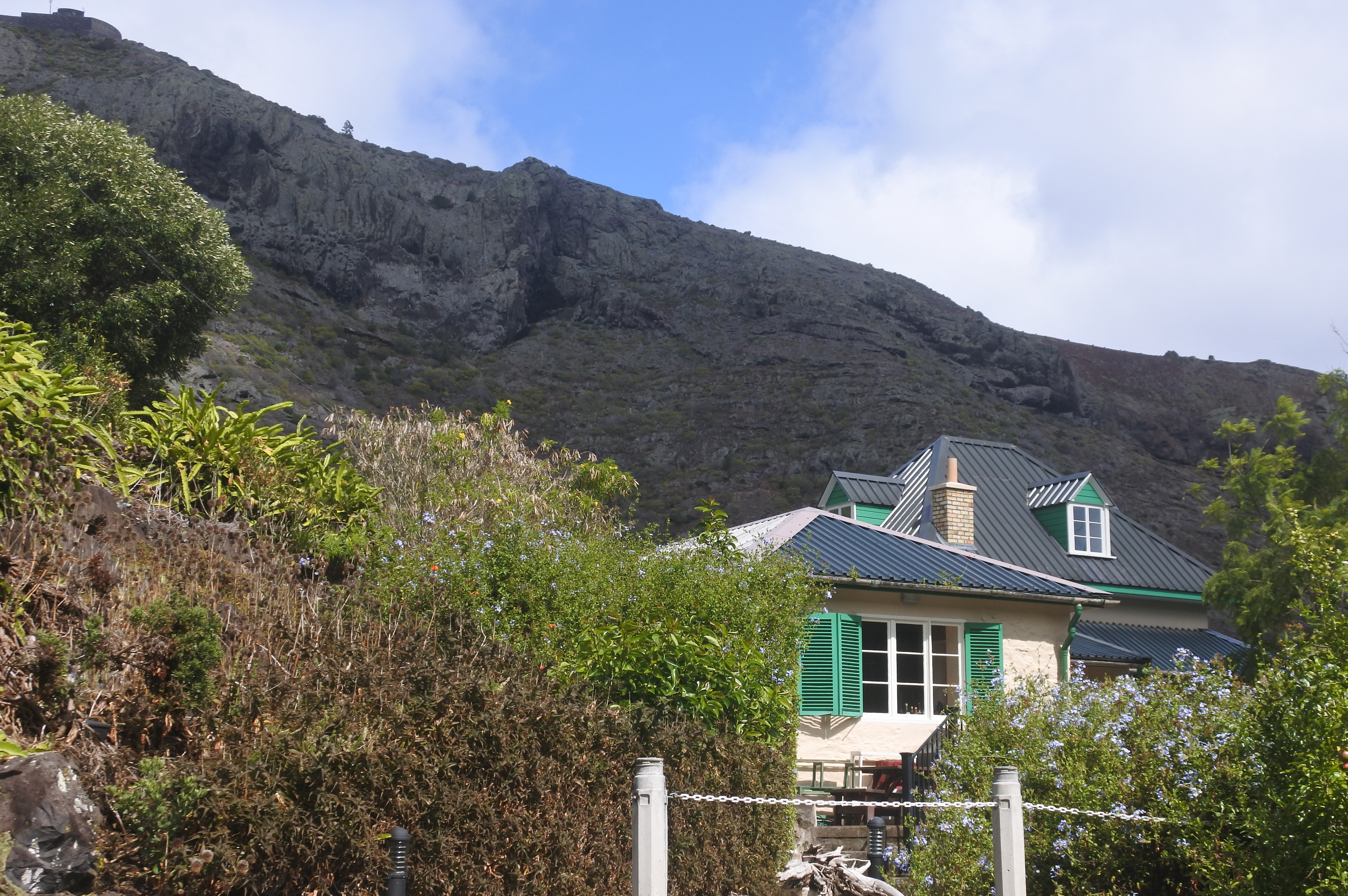
El Pabellón de Briars donde estuvo el emperador Napoleón antes de ser trasladado a un casa más grande

El gobierno en Santa Elena actualizó su estrategia de comercialización turística en 2018. En ella se esbozaban los mercados objetivo, los puntos fuertes de Santa Elena, los puntos débiles, las oportunidades y las amenazas. También se esbozaron los puntos de venta únicos de la isla, entre ellos la naturaleza (tiburones ballena y aves alámbricas); la cultura religiosa; un medio ambiente de calidad; el senderismo y las caminatas; el buceo, las artes y la artesanía, el destino hermanado con Sudáfrica; la fotografía de la naturaleza, la historia y el patrimonio (la figura de Napoleón); la observación de las estrellas y la gastronomía.
Hasta la pandemia de COVID-19, Santa Elena ha estado en camino de cumplir sus objetivos turísticos de un crecimiento del 12 % anual, que se requieren para lograr más de 29.000 visitantes turistas en el 25.º año de funcionamiento del servicio.
La mayoría de las llegadas a Santa Elena son de turistas no residentes, seguidas de los que regresan para visitar a amigos y parientes, los residentes que retornan y los que llegan por negocios. Alrededor del 37 % de los turistas son británicos, el 21 % sudafricanos, el 13 % europeos que no son británicos, alemanes o franceses y el 9 % estadounidenses o del Caribe. En 2018 el turismo contribuyó con entre 4 y 5 millones de libras a la economía, y en 2019 se incrementó alrededor de 6 millones de libras.

### Estadísticas

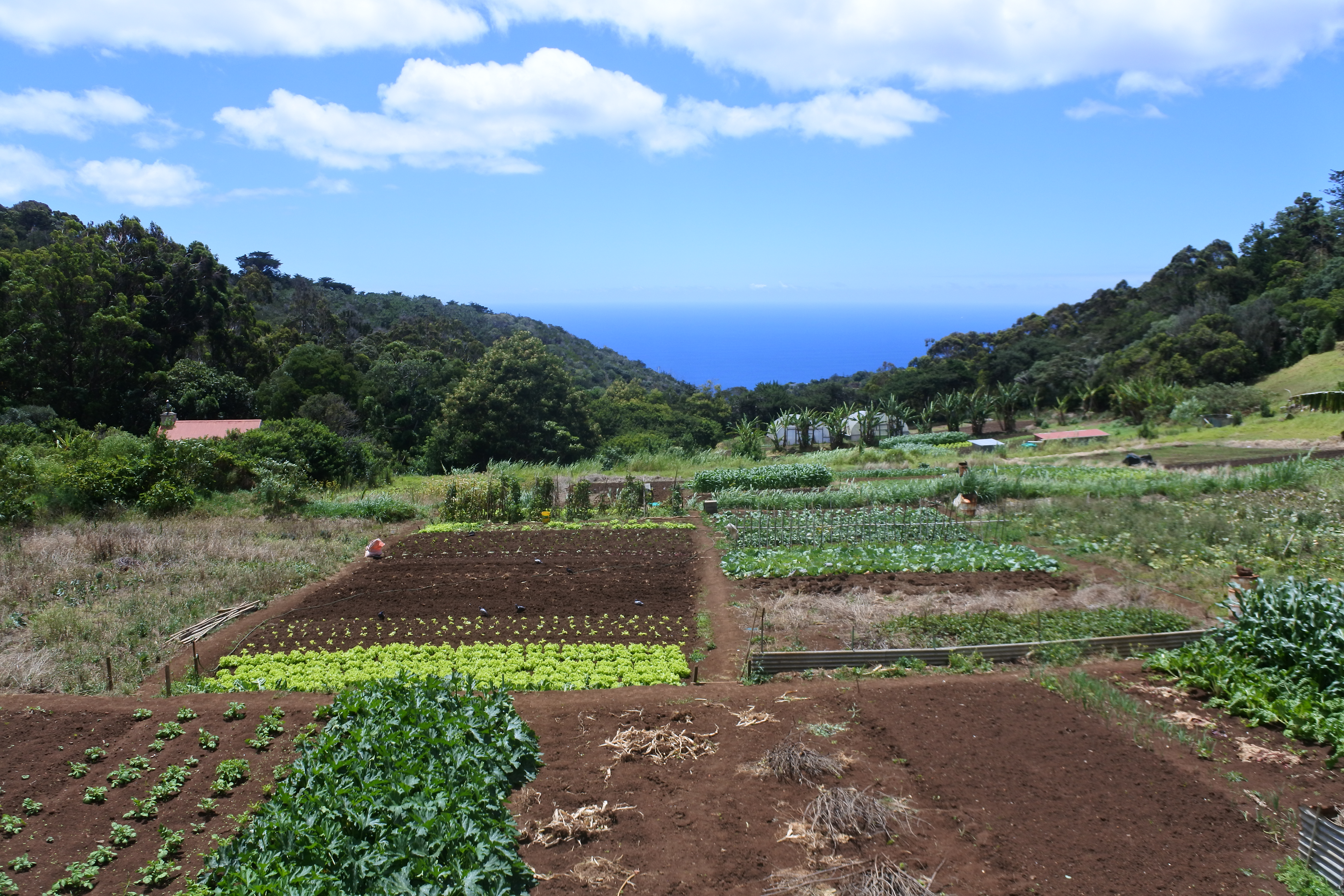
Un campo agrícola en Santa Elena

Entre 2009 y 2017, el IDH de Santa Elena aumentó de 0,714 a 0,756; esto situó a Santa Elena en la categoría «alta» de desarrollo humano, según la clasificación utilizada por las Naciones Unidas. En comparación con otros países del mundo, el IDH de Santa Elena pasó del puesto 93 (de 190 países clasificados) al 83.
El salario anual medio (mediana) en Santa Elena en 2018-19 fue de unas 8.410 libras esterlinas. La mediana del salario masculino era superior a la mediana del salario femenino. La brecha entre ambos creció en 2013-14, pero se redujo en 2017-18, ya que los salarios masculinos cayeron en promedio, y el nivel salarial medio femenino creció. Esto se debe probablemente a la finalización de la construcción del aeropuerto, ya que los trabajadores empleados en el proyecto eran predominantemente hombres, y muchos de ellos abandonaron Santa Elena o encontraron un empleo alternativo entre 2016 y 2018. No obstante, los niveles salariales medios tanto femeninos como masculinos cayeron bruscamente en 2018-19.
El índice general de precios al por menor se mide trimestralmente en Santa Elena por la Oficina de Estadística SHG. El RPI se midió en 105,9 en el primer trimestre de 2020. Esta cifra no varió con respecto al índice del cuarto trimestre de 2019, y supuso un aumento con respecto al 104,1 del primer trimestre de 2019. Esto significa que los precios al por menor aumentaron, en promedio, un 1,7% a lo largo del año entre el primer trimestre de 2019 y el primer trimestre de 2020. Dado que la mayoría de los bienes disponibles en los comercios minoristas de Santa Elena se importan de Sudáfrica o del Reino Unido, los precios de Santa Elena están muy influidos por la inflación de precios en esos dos países, el valor de la libra de Santa Elena en comparación con el rand sudafricano, el coste del flete y los impuestos de importación. 

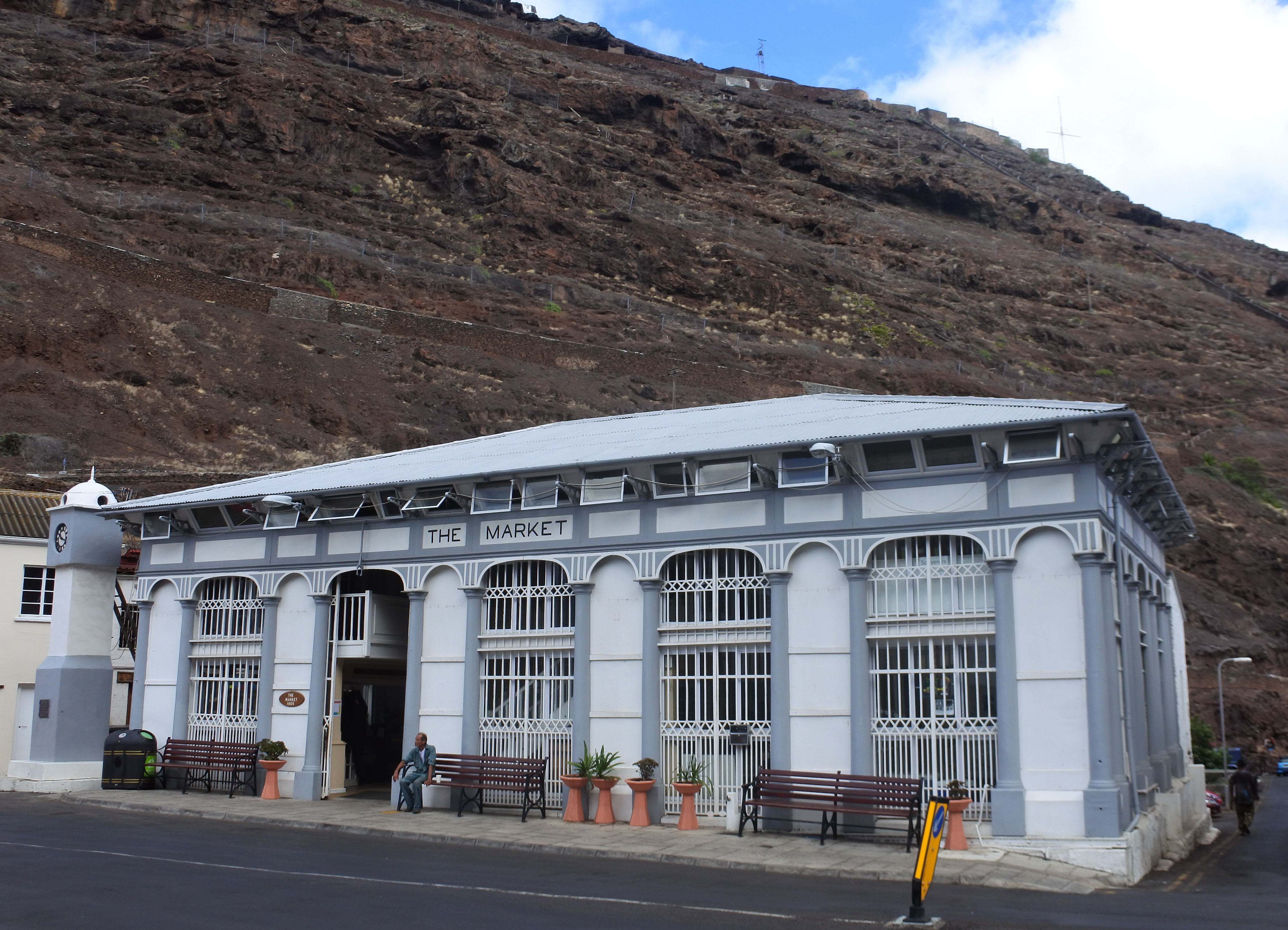
Mercado en Jamestown

En el Reino Unido, la tasa anual de inflación de precios (según el índice de precios al consumo) fue del 1,7% en febrero de 2020, frente al 1,8% de enero de 2020. En Sudáfrica, el índice de precios al consumo fue del 4,6% en febrero, frente al 4,5% de enero de 2020. Además, desde principios de 2019, el valor del rand sudafricano se ha debilitado constantemente, pasando de alrededor de 17 rand por libra a alrededor de 20 a finales de marzo de 2020; esto tiene un efecto contrario a la inflación sudafricana, y en algunos casos puede incluso haber hecho que los productos sudafricanos sean más baratos de comprar. Esto mitigará algunas presiones que podrían hacer subir los precios, como el aumento de los precios de los fletes en el MV Helena.
Entre enero de 2010 y marzo de 2016, justo antes de que llegaran las primeras 40 personas por vía aérea en abril de 2016, la media de llegadas al mes por mar (excluidos los visitantes de un día que llegan en cruceros) fue de 307, con una media de 245 llegadas en el Royal Mail Ship (RMS) Saint Helena. Entre octubre de 2017 (cuando comenzó el primer servicio aéreo regular) y septiembre de 2019, llegó una media de 432 pasajeros al mes, de los cuales 314 llegaron por vía aérea. Desde octubre de 2017, un total de 3.337 personas han llegado por vía aérea en el primer período de 12 meses, y 4.188 en el segundo. El aumento en el segundo año se produjo tras la introducción de un vuelo entre semana durante el periodo punta de diciembre de 2018 a abril de 2019. Las llegadas por vía aérea fueron superiores en el segundo año, en todos los meses excepto en mayo y junio.

### Impacto de la Pandemia de Covid
Una fuente en agosto de 2020 afirmaba que los costes impuestos por la pandemia provocaron el «colapso del sector turístico de la isla, que debía impulsar su desarrollo económico».
En 2021, se esperaba que el bicentenario de la muerte de Napoleón impulsara el turismo si la pandemia no impedía las visitas durante muchos meses. En septiembre de 2020, el Gobierno preparaba una «estrategia de recuperación del turismo», que incluiría una campaña de publicidad internacional y el desarrollo de nuevas infraestructuras turísticas para la isla".
A partir del 30 de octubre de 2020, el sitio web del Gobierno declaró que «debido a la pandemia de COVID-19, los viajes a Santa Elena sólo se permitirán para fines limitados en este momento». Un artículo publicado el 4 de marzo de 2021 en el sitio web del Gobierno del Reino Unido declaró que «todas las llegadas a Santa Elena están obligadas a haber tenido una prueba negativa de COVID-19 dentro de las 72 horas antes de viajar» y con algunas excepciones, a los no locales no se les permitió visitar el territorio. Además, se exigía a todos los llegados que se sometieran a autocuarentena durante 14 días después de aterrizar en Santa Elena.
A partir del 8 de agosto de 2022, el sitio web del Gobierno declaró que «Santa Elena levantó sus regulaciones de entrada COVID-19». Esto significa que no hay cuarentena, ni pruebas, ni obligación de llevar máscara".

### Energía
Connect Saint Helena Ltd. se encarga de la generación y distribución de electricidad. A partir de 2023, el 80% de la electricidad generada en Santa Elena procede de 6 generadores diésel. En la llanura de Deadwood, en Longwood, hay instaladas 12 turbinas eólicas, instaladas originalmente en la década de 1990 y ampliadas en 2009 y 2014. Hay en funcionamiento un huerto solar de 500 kW, así como paneles fotovoltaicos en 4 edificios públicos. Como consecuencia de que casi toda la energía debe ser importada (gasóleo/petróleo), la electricidad es cara en Santa Elena, a 0,53 libras/kWh en 2024. El 42% de los costes de la empresa se deben a la compra de petróleo.
En 2016 se anunció un plan para ampliar el uso de energía renovable solar y eólica, pero nunca llegó a materializarse. La producción de electricidad a partir de la energía eólica ha disminuido de forma constante entre 2014 y 2024, debido a la falta de fiabilidad de los equipos y a los problemas de equilibrio de la red. En 2024, se anunció un nuevo objetivo del 80% de producción de electricidad renovable para 2027, mediante la renovación y ampliación de las instalaciones eólicas y solares, así como considerando el potencial del almacenamiento en baterías.

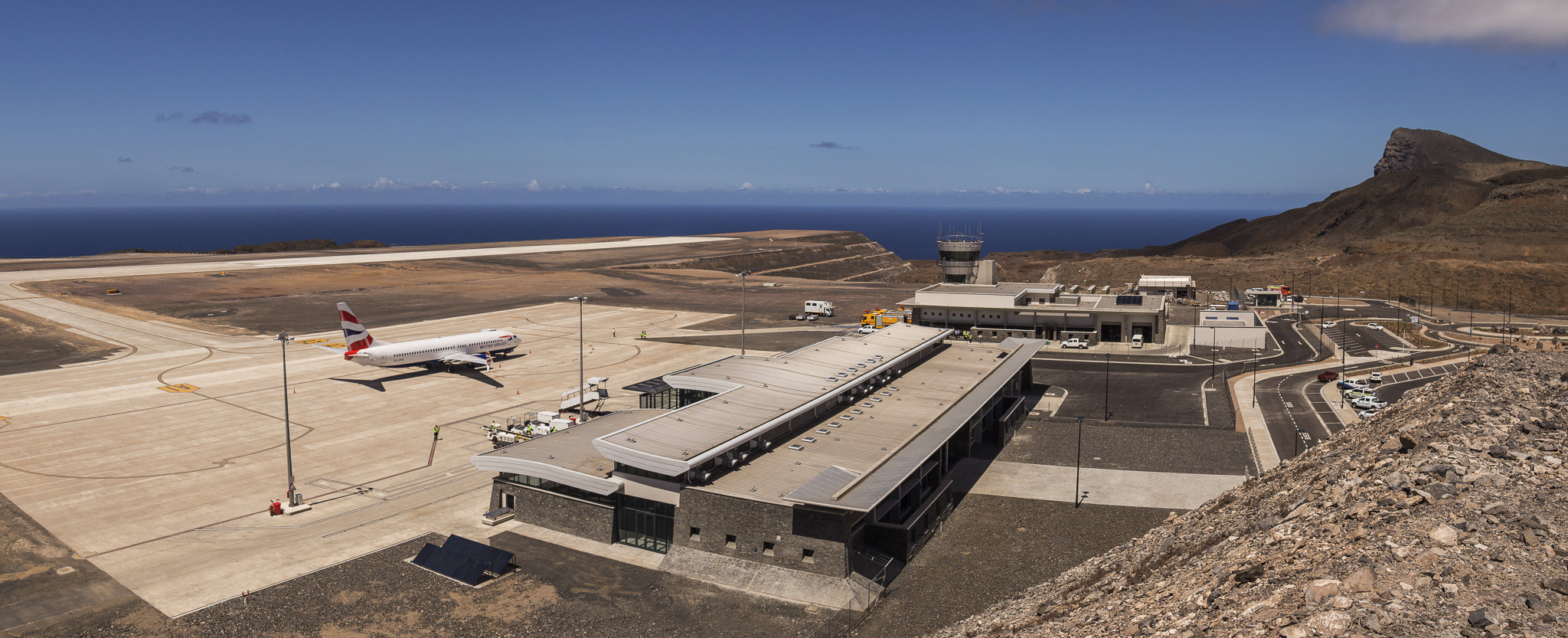
Aeropuerto de Santa Elena

## Transporte
Santa Elena es una de las islas más remotas del mundo. Cuenta con un aeropuerto comercial, el de Santa Elena; el acceso a la isla ha mejorado mucho desde su apertura en 2017. El transporte marítimo se realiza a través del único muelle de Santa Elena, en Ruperts. La isla cuenta con una red de carreteras pavimentadas que se extienden a todas las zonas habitadas de la isla, aunque en su mayoría son de un solo carril.
El Gobierno de Santa Elena contrata a compañías navieras internacionales para que presten servicios de transporte marítimo de mercancías a la isla. Desde marzo de 2024, MACS Maritime Carrier Shipping GmbH & Co presta servicios regulares de transporte de mercancías a la isla, normalmente con periodicidad mensual. Navega desde Ciudad del Cabo a Santa Elena y la isla Ascensión.
El transporte marítimo comercial a Santa Elena se gestiona en el único muelle de la isla en Ruperts Bay, construido originalmente para ayudar a la construcción del aeropuerto.

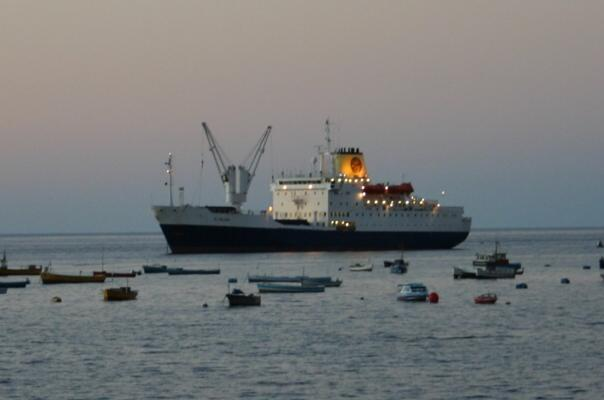
El RMS Santa Elena, anclado en James Bay, isla de Santa Elena

Hasta 2017, el Royal Mail Ship RMS St Helena hacía el trayecto entre Santa Elena y Ciudad del Cabo en un viaje de cinco días, por entonces la única conexión programada con la isla. Atracaba frente a la costa en James Bay (Santa Elena) unas 30 veces al año, y los pasajeros y la carga eran trasladados a tierra en pequeñas embarcaciones. Santa Elena recibe unos 600 yates al año.
El aeropuerto de Santa Elena (IATA: HLE) se abrió al tráfico comercial el 14 de octubre de 2017, siendo el primer y único aeropuerto de la isla. La aerolínea sudafricana Airlink opera vuelos semanales a Johannesburgo, así como vuelos chárter a la isla Ascensión y vuelos estacionales a Ciudad del Cabo. El aeropuerto también opera vuelos medivac y acoge a la aviación general. Los vuelos regulares desde y hacia Johannesburgo, operados por un Embraer E190, suelen incluir una parada para repostar en Walvis Bay, con un tiempo de vuelo de entre 4,5 y 6 horas. Los servicios aéreos regulares transportan carga aérea (incluido el correo).
La posibilidad de construir un aeropuerto en Santa Elena se debatió durante mucho tiempo. Finalmente, en marzo de 2005, el Gobierno británico anunció planes para construir el aeropuerto de Santa Elena. Con ello se pretendía ayudar a la isla a ser más autosuficiente, fomentando el desarrollo económico a través del turismo y reduciendo al mismo tiempo la dependencia de las ayudas del Gobierno británico. En 2011, la empresa sudafricana de ingeniería civil Basil Read fue contratada para construir el aeropuerto, cuya inauguración estaba prevista inicialmente para 2016. El primer avión aterrizó en el nuevo aeropuerto el 15 de septiembre de 2015. La fecha de apertura del aeropuerto se retrasó debido a la incertidumbre sobre el impacto de los fuertes vientos y la cizalladura del viento. En 2017, la aerolínea sudafricana Airlink se convirtió en el licitador preferido para ofrecer un servicio aéreo semanal entre la isla y Johannesburgo.

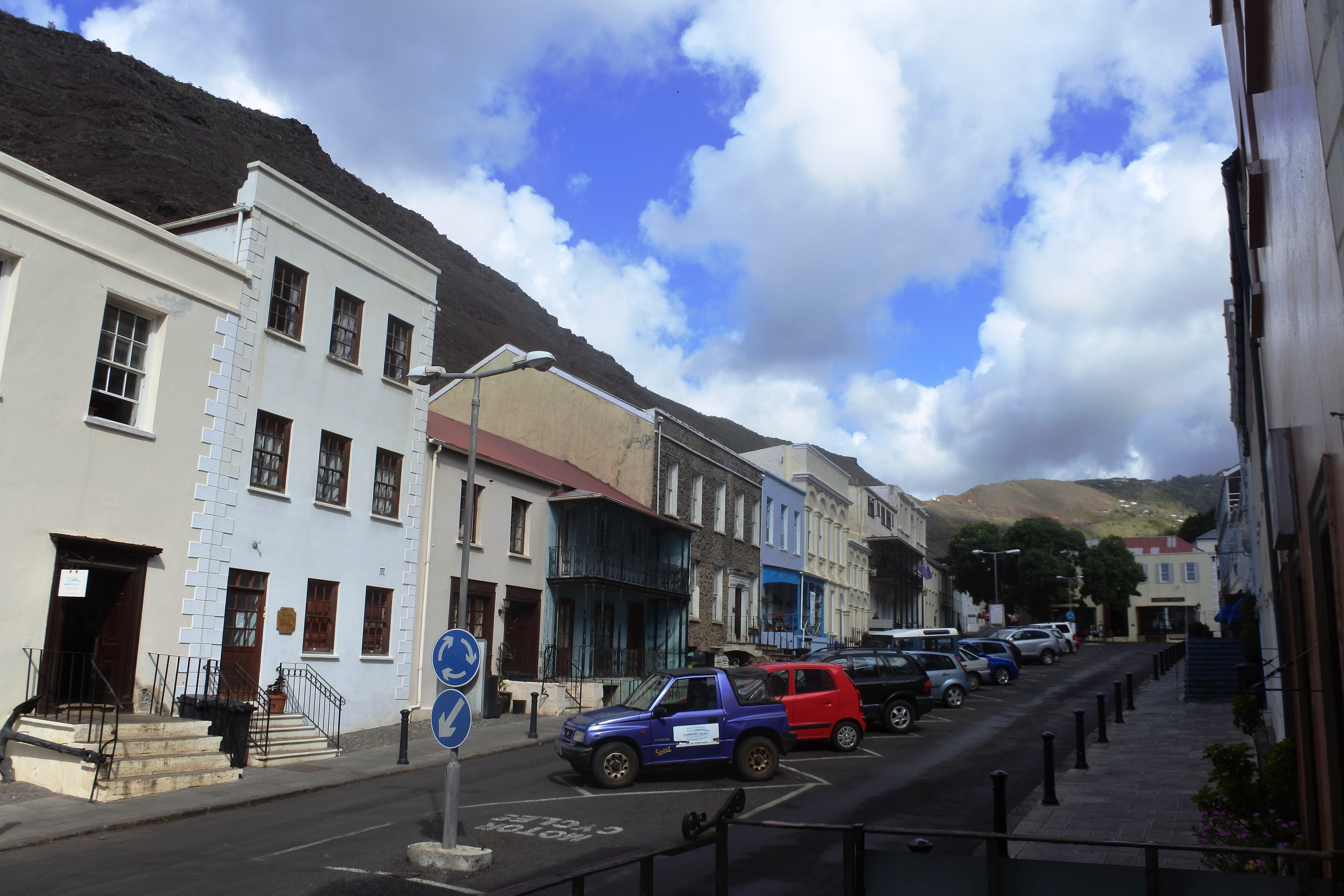
Vehículos estacionados en ,la calle principal de Jamestown

Debido a la ubicación del emplazamiento del aeropuerto, en ocasiones la fuerte cizalladura del viento dificulta el aterrizaje desde el norte. Es seguro aterrizar desde la otra dirección, pero está plagado de vientos de cola, que aumentan la velocidad de aterrizaje en tierra y pueden limitar la carga de las aeronaves.
En Santa Elena se circula por la izquierda y las señales de tráfico se basan en las normas británicas. En toda la isla hay un límite de velocidad de 50 km/h (30 mph), inferior en algunas zonas. Hay muchos vehículos privados en la isla a pesar de las carreteras empinadas y estrechas, las curvas cerradas y el aparcamiento limitado en Jamestown. Entre las principales carreteras de acceso a Jamestown se encuentran Side Path y Field Road, que han sido acondicionadas y mejoradas en el periodo 2022-2024. Hay tres rotondas en la isla. La carretera construida para transportar materiales desde Ruperts Bay hasta el aeropuerto durante la construcción fue pavimentada y abierta al tráfico público en 2019, una importante adición a la red de carreteras de la isla.
Un minibús ofrece un servicio básico de autobús para llevar a la gente alrededor de Santa Elena, con la mayoría de los servicios diseñados para llevar a la gente a Jamestown. También hay taxis y servicios de alquiler de autos.

## Demografía

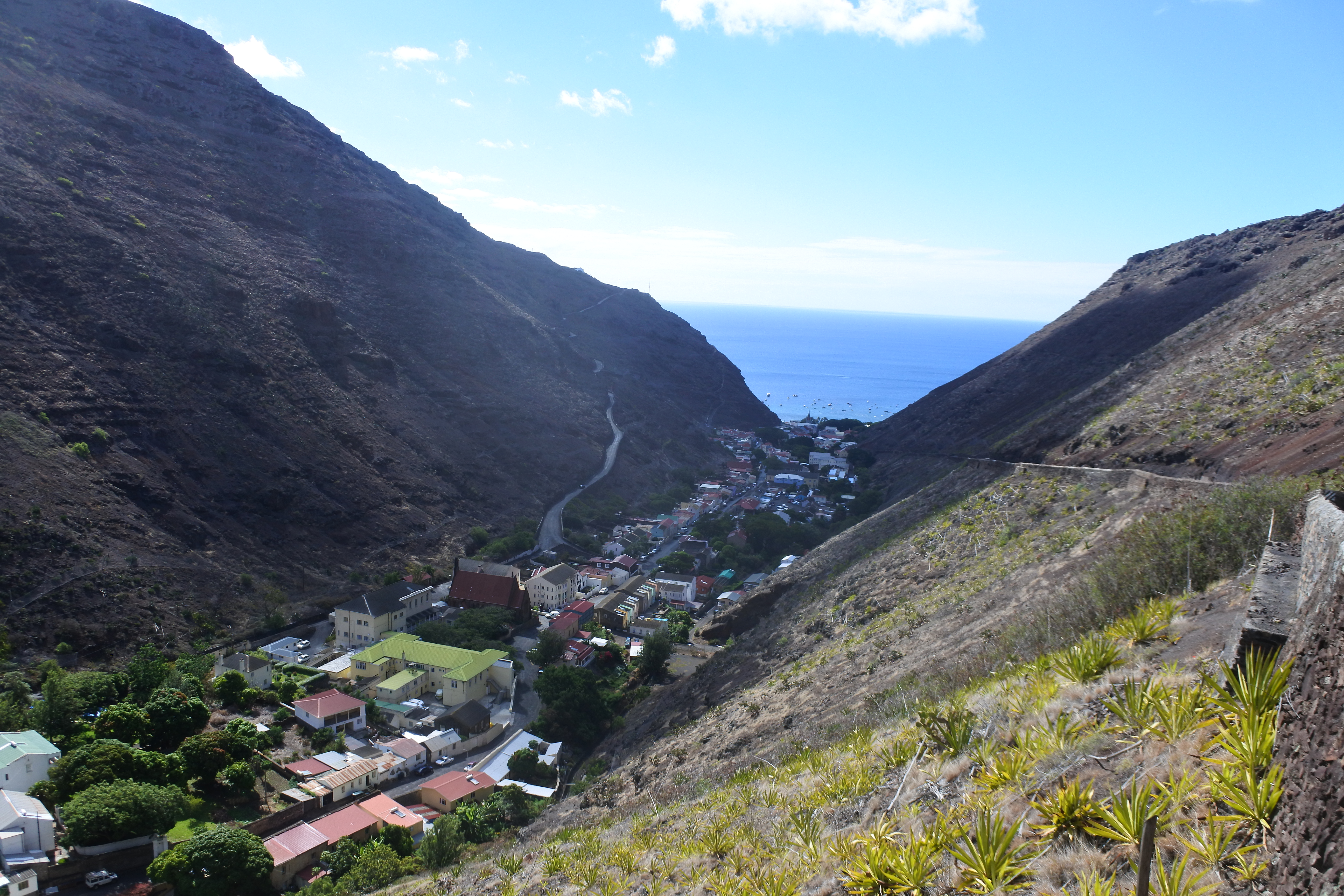
Jamestown, Santa Elena

Santa Elena fue colonizada por primera vez por los ingleses en 1659. En enero de 2018, la isla tenía una población de 4.897 habitantes, descendientes principalmente de británicos, colonos («plantadores») y soldados, y de esclavos que fueron llevados allí desde el principio del asentamiento, inicialmente desde África (las islas de Cabo Verde, la Costa de Oro y la costa occidental de África se mencionan en los primeros registros), y luego la India y Madagascar. La importación de esclavos se declaró ilegal en 1792.
En 1840, Santa Elena se convirtió en estación de aprovisionamiento de la escuadra británica de África Occidental, lo que impidió el transporte de esclavos a Brasil (principalmente), y muchos miles de esclavos fueron liberados en la isla. Todos eran africanos, y unos 500 se quedaron mientras el resto era enviado a las Antillas y Ciudad del Cabo, y finalmente a Sierra Leona.
Los trabajadores chinos importados llegaron en 1810, alcanzando un máximo de 618 en 1818, tras lo cual el número se redujo. Sólo quedaron unos pocos hombres mayores después de que la Corona británica arrebatara el gobierno de la isla a la Compañía de las Indias Orientales en 1834. La mayoría fueron enviados de vuelta a China, aunque los registros del Cabo sugieren que nunca llegaron más lejos de Ciudad del Cabo. También había algunos lascares indios que trabajaban a las órdenes del capitán del puerto.
Los ciudadanos de Santa Elena poseen la ciudadanía de los Territorios Británicos de Ultramar. El 21 de mayo de 2002, la Ley de Territorios Británicos de Ultramar de 2002 restituyó la plena ciudadanía británica.
Durante los periodos de desempleo, ha habido un largo patrón de emigración de la isla desde el periodo postnapoleónico. La mayoría de los «santos» emigraron al Reino Unido, Sudáfrica y, en los primeros años, Australia. La población no había dejado de disminuir desde finales de la década de 1980 y pasó de 5.157 habitantes en el censo de 1998 a 4.257 en 2008. Sin embargo, en el censo de 2021, la población ha aumentado a 4.439, lo que supone un descenso de 95 personas con respecto a 2016. En el pasado, la emigración se caracterizaba por la salida de jóvenes no acompañados para trabajar con contratos de larga duración en Ascensión y las Islas Malvinas, pero desde que en 2002 se volvió a conceder la ciudadanía británica a los «santos», se ha acelerado la emigración a Gran Bretaña de una gama más amplia de asalariados debido a la perspectiva de salarios más altos y mejores perspectivas de progresión. En 2018 Swindon, Wiltshire, tenía una concentración de personas originarias de Santa Elena, por lo que recibió el apodo de «Swindolena».

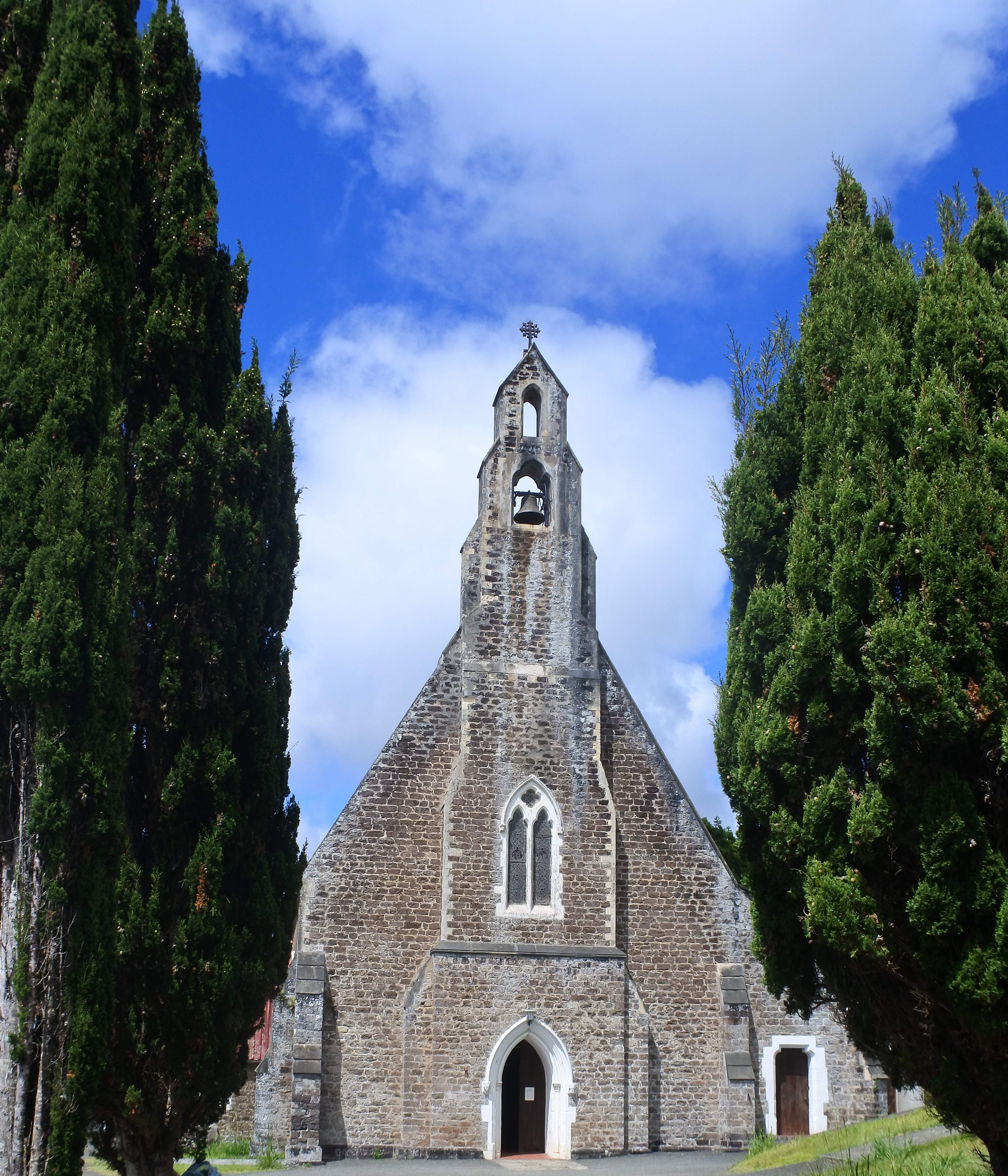
Catedral de San Pablo, Santa Elena

### Religión
La mayoría de los residentes son cristianos anglicanos y pertenecen a la diócesis de Santa Elena, que tiene su propio obispo e incluye la isla de Ascensión. El 150 aniversario de la diócesis se celebró en junio de 2009.
Otras confesiones cristianas presentes en la isla son la Iglesia católica (oficialmente desde 1852), el Ejército de Salvación (desde 1884), los bautistas (desde 1845) y, más recientemente, los adventistas (desde 1949), la Iglesia Nueva Apostólica y los Testigos de Jehová (de los que uno de cada 35 residentes es miembro, la proporción más alta de todos los países).
Los católicos romanos son atendidos pastoralmente por la Misión sui iuris de Santa Elena, Ascensión y Tristán da Cunha, cuyo cargo de superior eclesiástico recae en la Prefectura Apostólica de las Malvinas.
La presencia de la Iglesia católica en Santa Elena se remonta al descubrimiento de la isla en 1502 por el explorador portugués João da Nova. Sin embargo, no fue hasta que los británicos tomaron posesión de la isla en el siglo XVII cuando se desarrolló una presencia cristiana más sistemática. La isla se convirtió en colonia británica en 1659 y, a lo largo de los años, atrajo a varios colonos, entre ellos africanos esclavizados y trabajadores de otras partes del Imperio Británico.

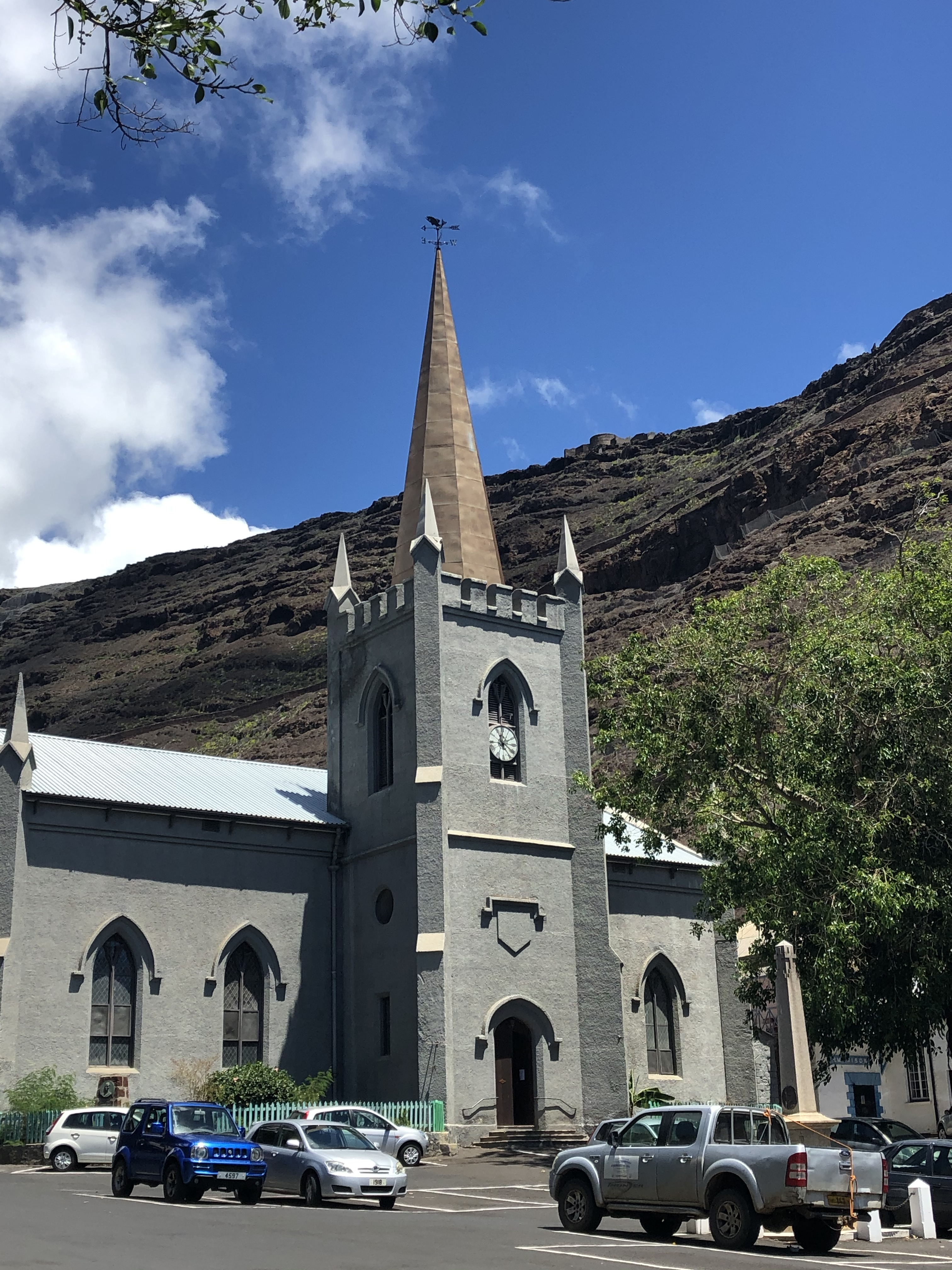
Iglesia de Santiago en Jamestown

El establecimiento oficial de la Iglesia Católica en Santa Elena se produjo con la llegada de sacerdotes católicos en el siglo XIX. La comunidad católica creció considerablemente tras las guerras napoleónicas, cuando Santa Elena se convirtió en el lugar de exilio de Napoleón Bonaparte entre 1815 y 1821. La llegada de capellanes católicos para servir al emperador encarcelado contribuyó a la diversidad religiosa de la isla. Su influencia sentó las bases de la comunidad católica y proporcionó guía espiritual a los habitantes locales.
A medida que la población católica crecía, también lo hacía la necesidad de estructuras eclesiásticas formales. En 1850 se creó la diócesis de Ciudad del Cabo, que abarcaba Santa Elena. Sin embargo, no fue hasta el siglo XX cuando la isla recibió su propio obispo. En 1955, la Iglesia Católica estableció formalmente la diócesis de Santa Elena, que se ocupaba específicamente de la atención pastoral local. Esta medida estableció un gobierno y una representación eclesial más directos para los católicos de la isla.
La construcción de la iglesia de Santa María en Jamestown en el siglo XIX marcó un hito importante en la historia del catolicismo en la isla. Esta iglesia parroquial sirvió de hogar espiritual a los católicos locales y se convirtió en el centro de la vida comunitaria. Con el paso de los años, surgieron escuelas y servicios católicos, lo que permitió a la iglesia ampliar su alcance y su labor caritativa. El compromiso de la Iglesia Católica con los asuntos sociales, la educación y la sanidad ha tenido un impacto duradero en el bienestar de los residentes de la isla.

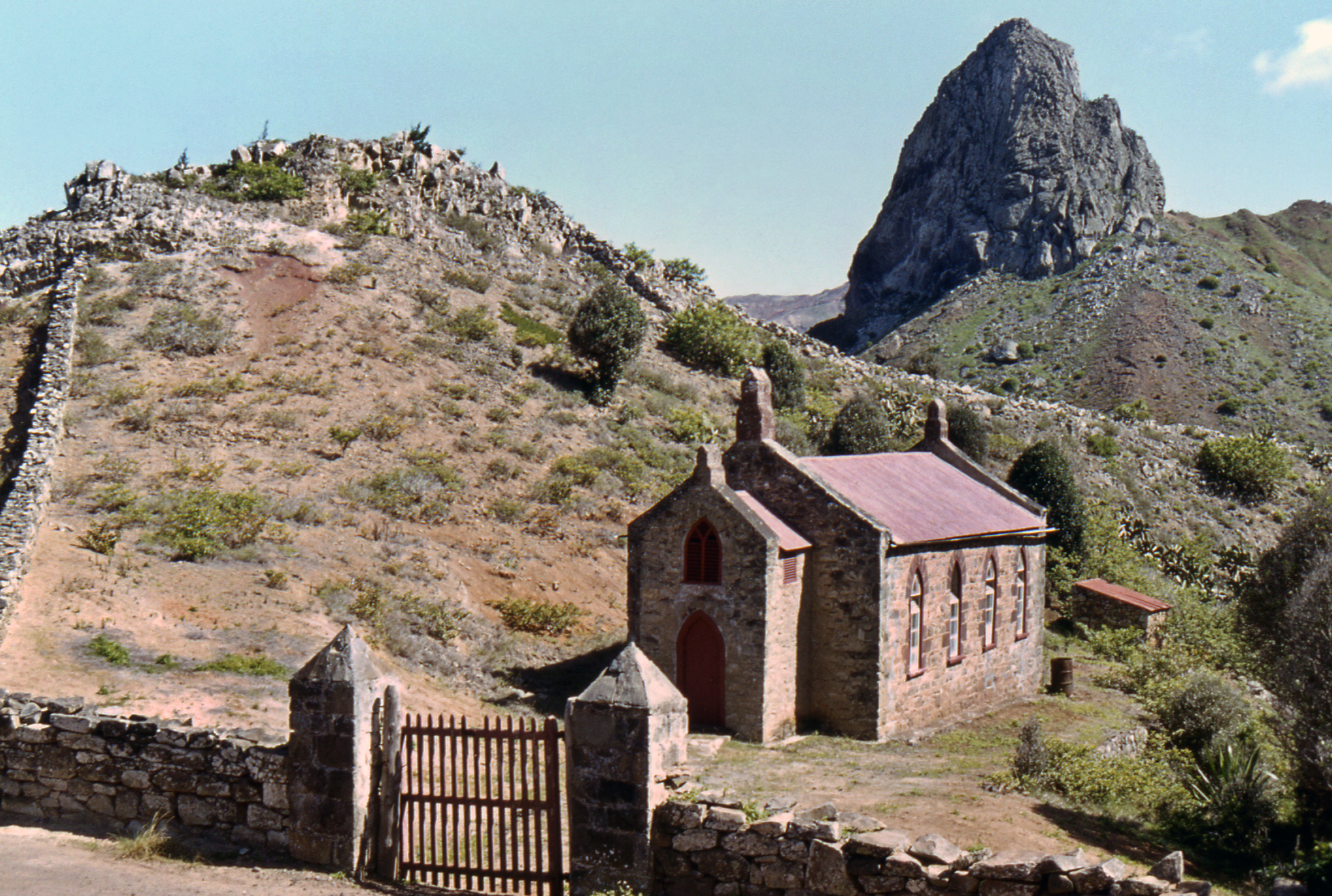
Capilla en Sandy Bay, Santa Elena

Se sabe que los primeros descubridores portugueses de Santa Elena construyeron una capilla católica cerca de su lugar de desembarco en lo que hoy es Jamestown, dando así al valle su nombre original «Chapel Valley» (en mapas antiguos «Chappel Valley» y a veces «Church Valley»). A veces se dice que el propio João da Nova construyó la capilla original, utilizando madera de un barco naufragado de su flota. El edificio original de madera parece haber sido sustituido por una construcción de piedra que, según Cavendish, se construyó en 1571.
La capilla original parecía ser el objetivo de las facciones que buscaban el control de Santa Elena en el siglo XVI, con informes alternativos de que había sido profanada, luego reconstruida y luego profanada de nuevo.
Es evidente que la capilla seguía existiendo en 1628, ya que en junio de ese año murió John Darby, oficial de a bordo, mientras su barco estaba en Santa Elena, y fue enterrado en ella. Pero en octubre de 1629 se informa de que la capilla ha sido derribada por los holandeses. Así pues, parece que la capilla fue destruida a finales de 1628 o principios de 1629.

### Educación

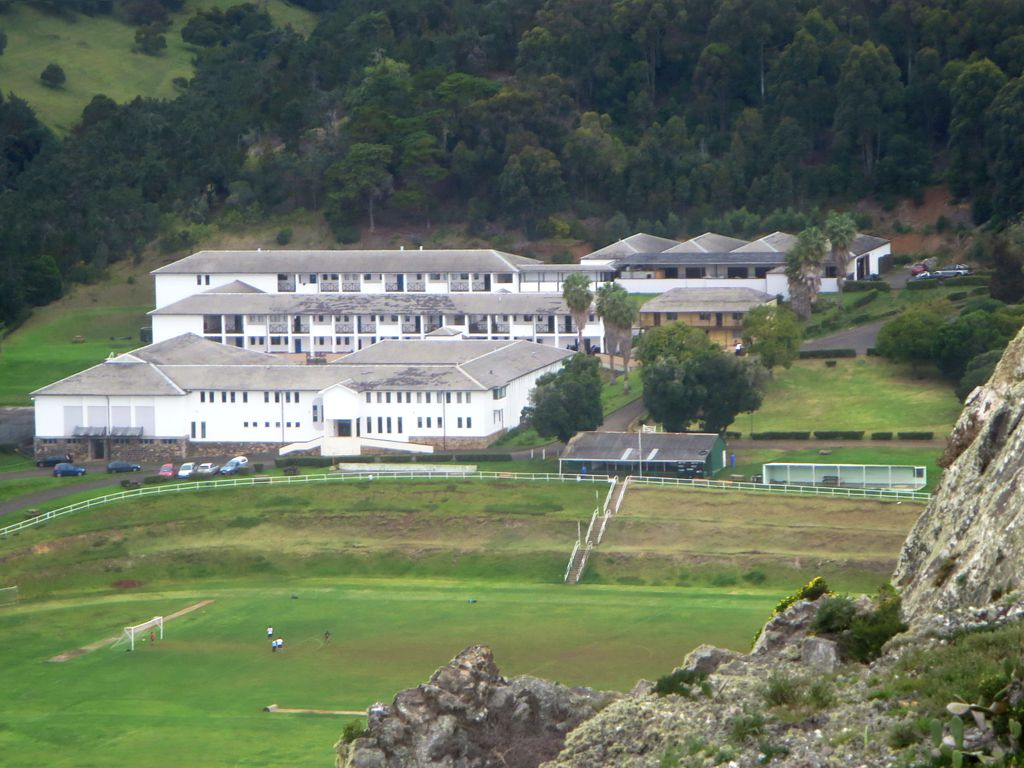
La Escuela del Príncipe Andrés (Prince Andrew School)

La Dirección de Educación y Empleo, antes Departamento de Educación de Santa Helena (the Saint Helena Education Department), en el año 2000 tenía su sede en The Canister, en Jamestown La educación es gratuita y obligatoria entre los 5 y 16 años. Al inicio del año académico 2009-10, 230 alumnos estaban matriculados en la escuela primaria y 286 en la secundaria. La isla tiene tres escuelas primarias para alumnos de 4 a 11 años: Harford, Pilling y St Paul's. La escuela primaria St Paul's, en St Paul's, tiene ambos niveles, ya que se formó por una fusión el 1 de agosto de 2000.
Paul's Primary School en St Paul's, anteriormente St Paul's Middle School, tiene ambos niveles, primero y medio, ya que se formó por una fusión el 1 de agosto de 2000. En 2020 tenía 134 alumnos y atiende, además de a St Paul's, a Bluehill, Gordons Post, New Ground, Sandy Bay y Upper Half Tree Hollow. En 2002, además de St Paul's, atendía a una parte de Half Tree Hollow, así como a las comunidades de Blue Hill, Guinea Grass, Hunt's Bank, New Ground, Sandy Bay, Thompson's Hill y Vaughn's.
La Escuela Primaria Harford de Longwood, que lleva el nombre del Gobernador James Harford, abrió sus puertas como escuela secundaria en 1957 y se convirtió en la Escuela Secundaria Hardford en septiembre de 1988, fusionándose con la Escuela Primaria Longwood en 2008. También da servicio a Alarm Forest y Levelwood.

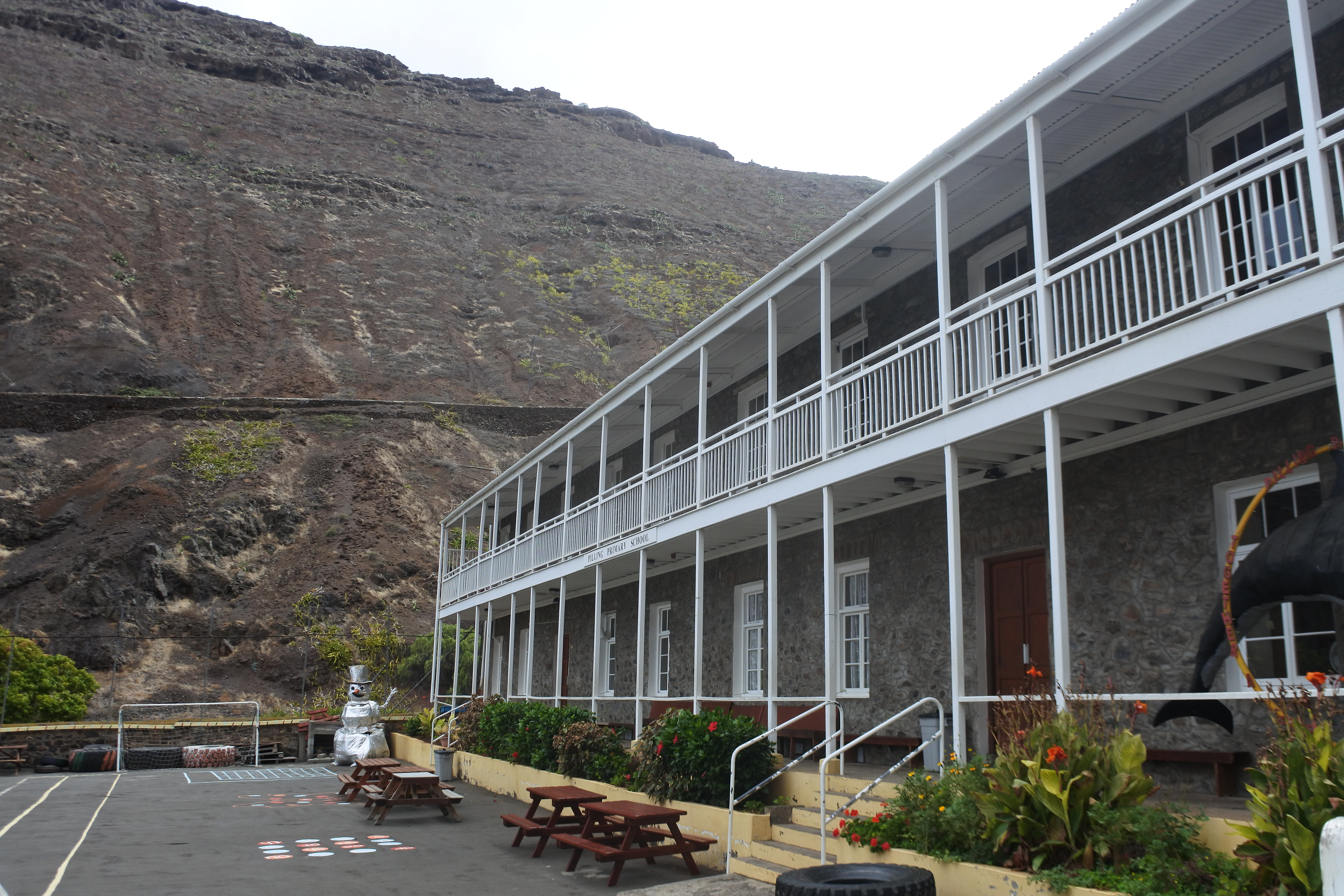
Una escuela de Jamestown

La Escuela Primaria Pilling se encuentra en Jamestown. Ocupando una antigua guarnición, la escuela se estableció en 1941 y se convirtió en la Escuela Secundaria Pilling en 1988. La Escuela Primaria Jamestown, situada al lado de la Escuela Secundaria Pilling, se fusionó con ella en mayo de 2005 como resultado de la disminución de la matrícula. La escuela fusionada utilizó inicialmente ambos edificios, pero como la matriculación siguió disminuyendo, el antiguo edificio Jamestown First, construido en 1959, dejó de utilizarse después de 2007. Además de Jamestown, atiende a Alarm Forest, Briars, Lower Half Tree Hollow, Rupert's y Sea View. En 2020 contaba con 126 alumnos.
Prince Andrew School ofrece educación secundaria para estudiantes de 11 a 18 años.
Anteriormente contaba con escuelas primarias separadas para alumnos más jóvenes (de 3 a 7 años a partir de 2002):

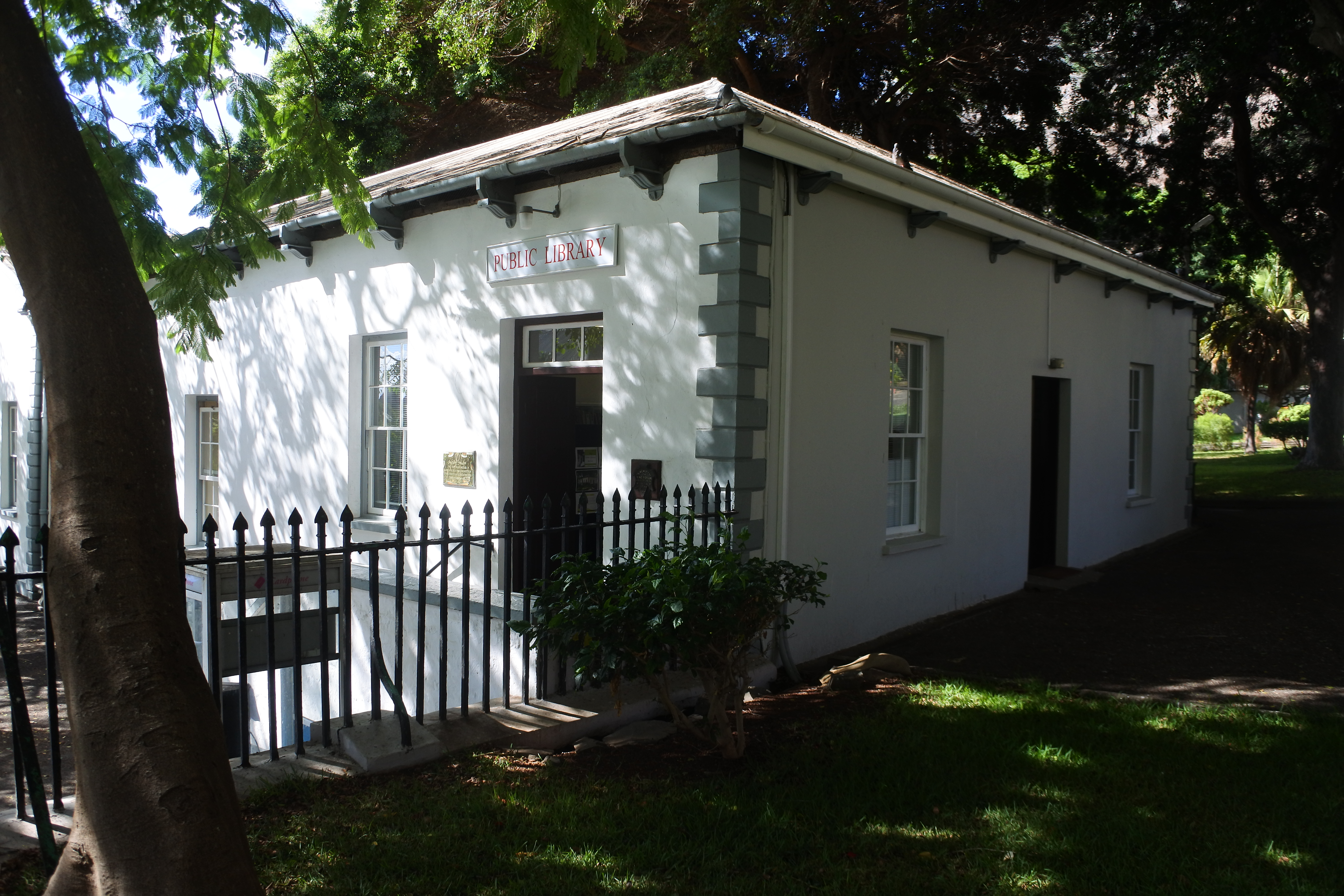
Biblioteca pública de Jamestown

Half Tree Hollow First School, originalmente una escuela primaria, abrió como tal en 1949 con su nombre actual y la configuración del año en su lugar desde 1988. Además de Half Tree Hollow, daba servicio a Cleugh's Plain, New Ground y Sapper Way.
Jamestown First School, originalmente Jamestown Junior School, abrió como tal en 1959 con su nombre actual y la configuración del año en su lugar desde 1988.
Longwood First School, originalmente una escuela primaria, abrió en 1949 en un antiguo comedor para oficiales militares que había sido construido en 1942; este edificio tuvo una ampliación en 1977, y hay cuatro aulas en un edificio separado que fue construido en 1958. Longwood se convirtió en «primera escuela» en 1988.
La Dirección de Educación y Empleo también ofrece programas para alumnos con necesidades especiales, formación profesional, educación de adultos, clases nocturnas y educación a distancia. La isla cuenta con una biblioteca pública (la más antigua del hemisferio sur, abierta desde 1813) y un servicio de biblioteca móvil que funciona semanalmente en las zonas rurales.
El currículo nacional inglés está adaptado al uso local. Se ofrece una amplia gama de cualificaciones, desde GCSE, A/S y A2, hasta Diplomas de Nivel 3 y Cualificaciones Reconocidas Profesionalmente (VRQs):
Santa Elena no tiene enseñanza superior. Se ofrecen becas para estudiar en el extranjero. El St Helena Community College (SHCC) ofrece algunos programas de formación profesional.

### Salud
La asistencia sanitaria en Santa Elena corre a cargo de la Dirección de Sanidad de la isla británica de Santa Elena, que cuenta con una plantilla de unos 250 empleados. En 1957, dos oficiales médicos y un dentista formaban parte de la plantilla de la colonia.

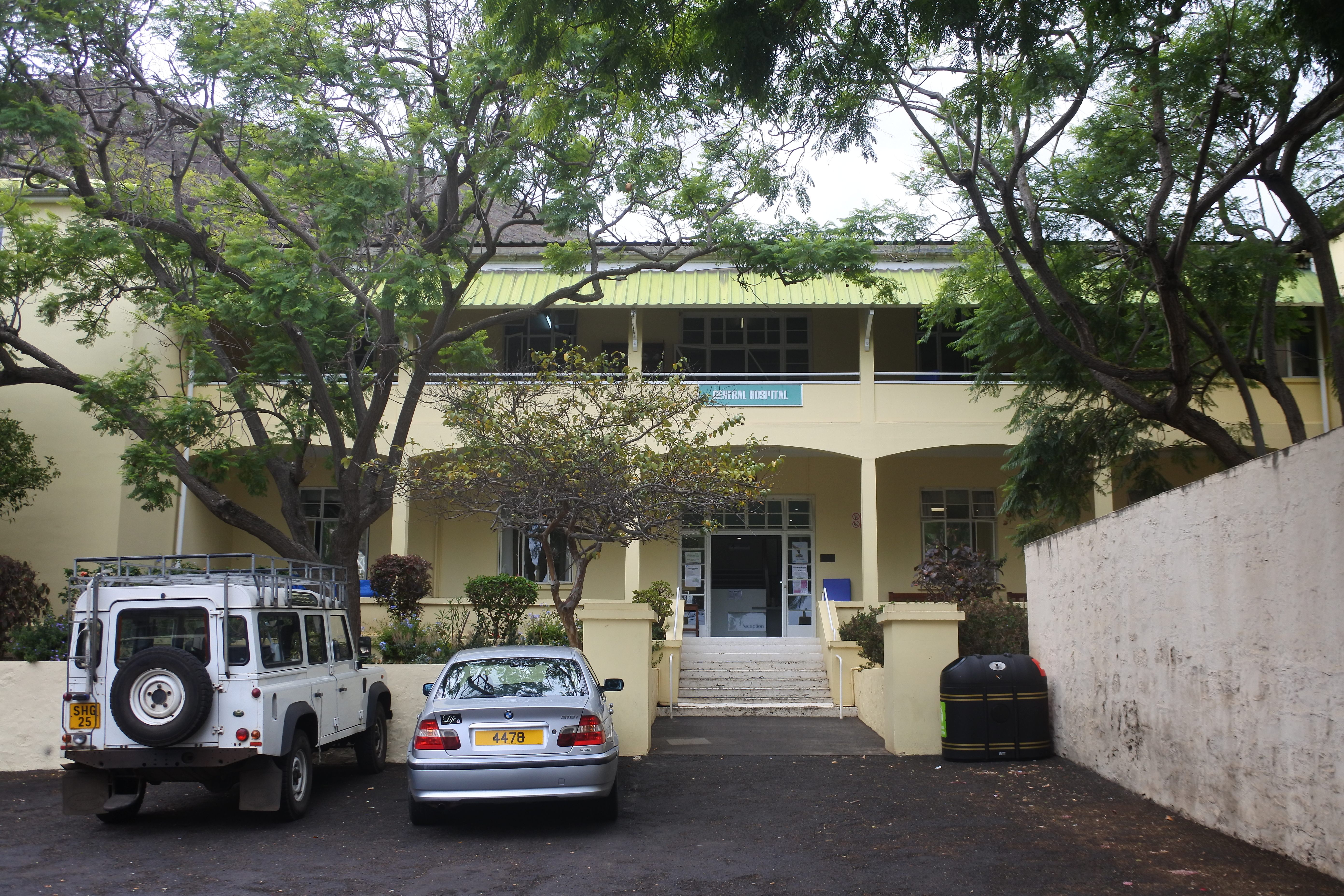
Hospital General de Jamestown

La dirección gestiona un pequeño hospital general con 54 camas, un dispensario, un complejo para el cuidado de ancianos, centros para enfermos mentales agudos y crónicos, y para discapacitados mentales y físicos. Hay varios ambulatorios, una farmacia y un laboratorio, y atención odontológica. Hay seis dispensarios rurales a los que acuden regularmente médicos, dentistas y enfermeros. El personal residente incluye un médico jefe, tres médicos y un dentista, con visitas anuales de un optometrista y un cirujano oftalmólogo.
En 2006, el servicio disponía de un aparato de rayos X portátil, un ecógrafo Siemens y un retinógrafo. Unos 20 pacientes al año son remitidos, normalmente a Ciudad del Cabo, para que se les hagan escáneres.
Si es necesario, los casos graves o complejos se trasladan a Sudáfrica o al Reino Unido Desde 2017, el aeropuerto de Santa Elena agiliza el transporte y permite una rápida evacuación aérea de los casos graves. Antes de esto, todos los desplazamientos desde la isla se hacían a través del barco RMS, que hacía escala una vez cada tres semanas y tardaba una semana de ida.
Los tratamientos son de pago. Los costes de la atención primaria para la población local y el tratamiento de urgencia para los residentes en el Reino Unido son modestos, y ascienden a un máximo de 183,95 libras (baremo de 2016) por intervención quirúrgica. Para los visitantes y no residentes, son mucho más sustanciales, con un máximo de 2880,20 libras (escala de 2014) para la cirugía. El seguro médico a todo riesgo es obligatorio para visitantes y no residentes.
El Departamento de Desarrollo Internacional del Gobierno británico presta apoyo y asesoramiento al Gobierno de Santa Elena y elaboró un informe sobre la prestación rentable de servicios médicos especializados a la población de Santa Elena en 2006. El informe mostraba que el gasto en sanidad había aumentado de 1.154.675 libras en 1993/4 a 2.050.830 libras en 2000/1, pero seguía siendo inferior al 50% del nivel gastado en atención sanitaria en el Reino Unido. Entre 2000 y 2006, el cáncer fue el diagnóstico más costoso en términos de derivación a servicios fuera de la isla (45% del coste total), seguido de los diagnósticos de cardiología (13%), columna vertebral (10%), urología (8%) y ortopedia (8%). Estos 5 diagnósticos representaron el 84% del coste total de derivación.
El coste total de las derivaciones se multiplicó por 4 entre 2004 y 2005. En 2006 se esperaban 106 derivaciones, mientras que la media de los años anteriores era de unas 35 derivaciones. Entre 2000 y 2004, el coste medio de una derivación fue de 4.000 libras, pero en 2005 superó las 12.000 libras. La edad media de los pacientes derivados también aumentó de 35 a 56 años.
La esperanza de vida es entre 3 y 3,5 años inferior a la del Reino Unido. La tasa de mortalidad infantil se ha reducido de 44,7 por mil nacidos vivos en 1981 a 3,9 en 2000/1.
La desigualdad de ingresos en la isla es modesta. El salario más alto es 4,6 veces superior al de la persona peor pagada con un empleo a tiempo completo. La cartera de sanidad y asistencia social está dirigida por el ministro de Sanidad, Martin Henry.

## Telecomunicaciones y Medios
Los servicios de telecomunicaciones en Santa Elena corren a cargo de Sure South Atlantic, que presta servicios de telefonía fija, móvil (2G/4G), Internet y televisión. La conectividad internacional la proporciona el cable submarino Google Equiano. En Santa Elena emiten tres emisoras de radio FM a partir de 2023 y se publican dos periódicos semanales.
Toda la conectividad internacional de Santa Elena se realizaba por satélite hasta la activación del cable submarino Equiano en octubre de 2023.
Los servicios de telecomunicaciones en Santa Elena son comparativamente caros, por ejemplo, todos los canales de televisión están codificados y los costes de suscripción ascienden a más de una décima parte del salario medio de un trabajador.
Sure South Atlantic tiene el monopolio de las telecomunicaciones en la isla hasta el 31 de diciembre de 2025. En 2023 se estaba redactando una nueva normativa de telecomunicaciones; existía la «posibilidad de conceder una licencia a un proveedor diferente una vez expirado el plazo de Sure».
Santa Elena tiene el prefijo internacional +290, que Tristán da Cunha comparte desde 2006. Todos los hogares de la isla disponen de teléfono fijo. Hasta 2023, una estación terrestre de satélite con una antena parabólica de 7,6 metros instalada en 1989 era la única conectividad internacional de la isla. El ancho de banda era extremadamente limitado y los límites de datos eran bajos.
En 2023 se activó el cable submarino Equiano, que mejoró sustancialmente las comunicaciones en la isla, ofreciendo por primera vez un ancho de banda enormemente mayor y planes de datos ilimitados.
El servicio de telefonía móvil (2G/4G) comenzó en septiembre de 2015. A partir de 2024, el servicio ADSL2 está disponible para la mayoría de los hogares, con velocidades que oscilan entre los 2 y los 20 Mbit/s. Está previsto que Maestro Technologies instale una red de fibra óptica en hogares y empresas, pero los planes se han paralizado en 2024.
Los servicios de televisión llegaron por primera vez en 1995. La actual red de radiodifusión digital utiliza los estándares DVB-T2 y retransmite contenidos internacionales desde satélites. De 2015 a 2017 funcionó un canal de televisión local a cargo de SAMS, consistente en un boletín semanal de noticias.
La radiodifusión comenzó en 1967 con Radio Santa Elena (ya desaparecida). En la actualidad, South Atlantic Media Services (SAMS), con el apoyo del Gobierno de Santa Elena, emite dos emisoras de FM: SAMS Radio 1, que emite noticias, tertulias y música de producción local; SAMS también retransmite el Servicio Mundial de la BBC. Saint FM Community Radio es la única emisora independiente de la isla.
En la isla también hay operaciones ocasionales de radioaficionados. El prefijo UIT utilizado es ZD7
La isla cuenta con dos periódicos locales, ambos disponibles en línea. El St Helena Independent se publica desde noviembre de 2005. El periódico Sentinel se introdujo en 2012. Saint Helena Island Info es un recurso en línea que presenta la historia de Santa Elena desde su descubrimiento hasta la actualidad, además de fotografías e información sobre la vida en Santa Elena en la actualidad.

En febrero de 2018, el Gobierno de Santa Elena puso en marcha un proyecto para atraer a operadores de satélites de órbita terrestre baja para que instalen estaciones terrestres en la isla. El alquiler de capacidad de backhaul podría contribuir a los costes operativos del cable submarino. OneWeb anunció la construcción de una estación terrestre de satélite en Santa Elena en 2023.

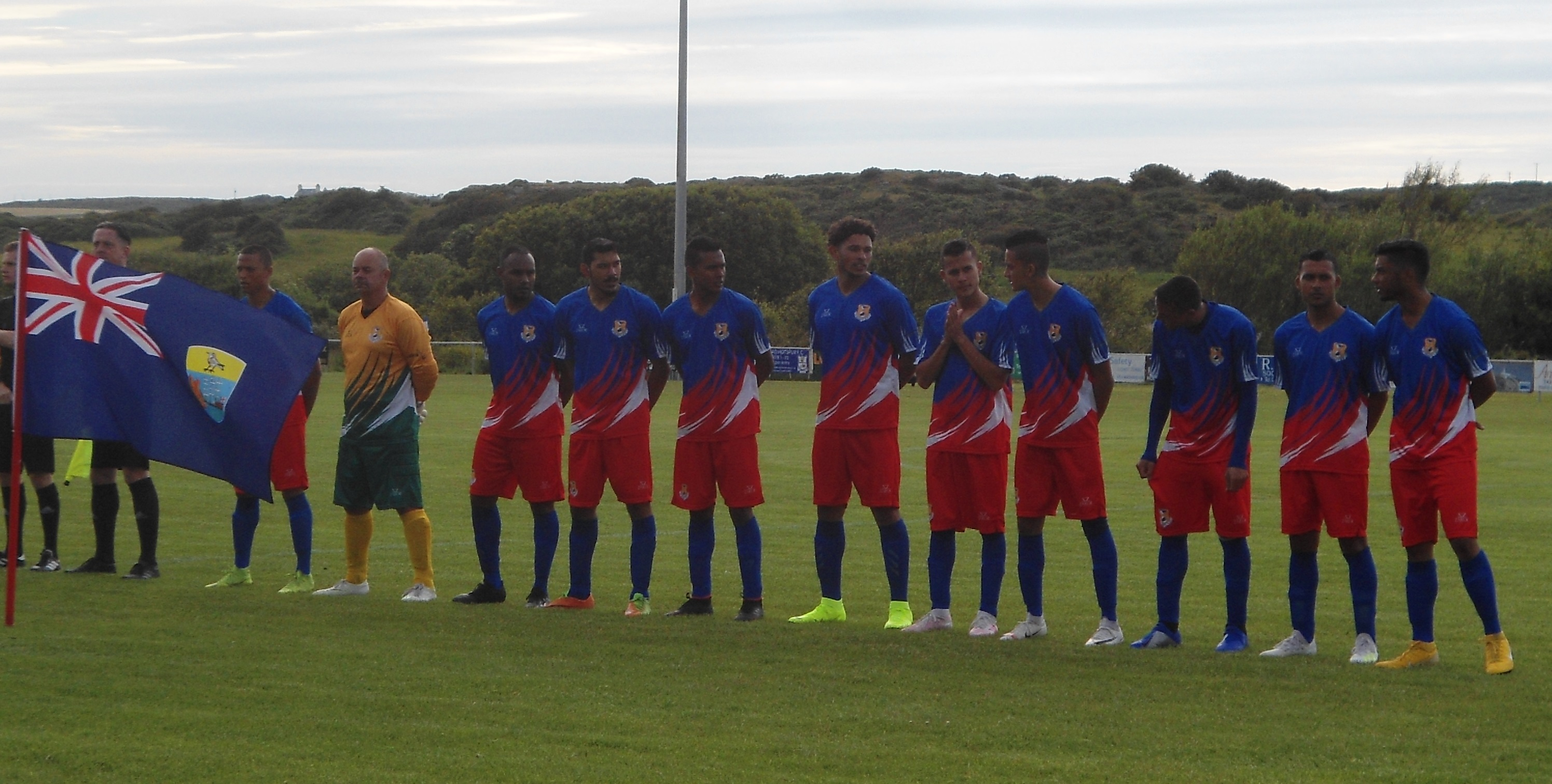
Selección nacional de Fútbol de Santa Elena en 2019

## Deporte
El aislamiento geográfico de la isla y su entorno local único determinan los tipos de deportes que se practican, reflejando tanto los pasatiempos tradicionales como los intereses contemporáneos. Desde deportes de equipo a actividades individuales, Santa Elena ofrece una amplia gama de actividades atléticas que unen a los residentes y promueven un estilo de vida activo.
Históricamente, el St Helena Turf Club organizó los primeros eventos deportivos registrados en la isla en 1818 con una serie de carreras de caballos en Deadwood. Santa Elena ha enviado equipos a varios Juegos de la Commonwealth. Santa Elena es miembro de la Asociación Internacional de Juegos Insulares.
Uno de los deportes más populares de la isla es el críquet, un aspecto significativo de la vida comunitaria. Este deporte está profundamente arraigado en la historia de Santa Elena, ya que se introdujo durante el periodo colonial británico. Se celebran partidos con regularidad y los equipos locales compiten entre sí durante toda la temporada. El juego no sólo sirve como entretenimiento, sino también como medio para fomentar las relaciones dentro de la comunidad. 
El equipo de críquet de Santa Elena debutó en el críquet internacional, en la tercera división de la región africana de la Liga Mundial de Críquet, en 2012. El primer torneo del equipo de fútbol de Santa Elena fue el Torneo de Fútbol de los Juegos Inter de 2019, tras el cual quedó clasificado en el décimo lugar entre los diez primeros.
La Copa del Gobernador es una carrera de yates entre Ciudad del Cabo y la isla de Santa Elena, que se celebra cada dos años, en diciembre y enero.
En Jamestown se realiza una carrera cronometrada en Jacob's Ladder cada año, con gente que viene de todo el mundo para participar.

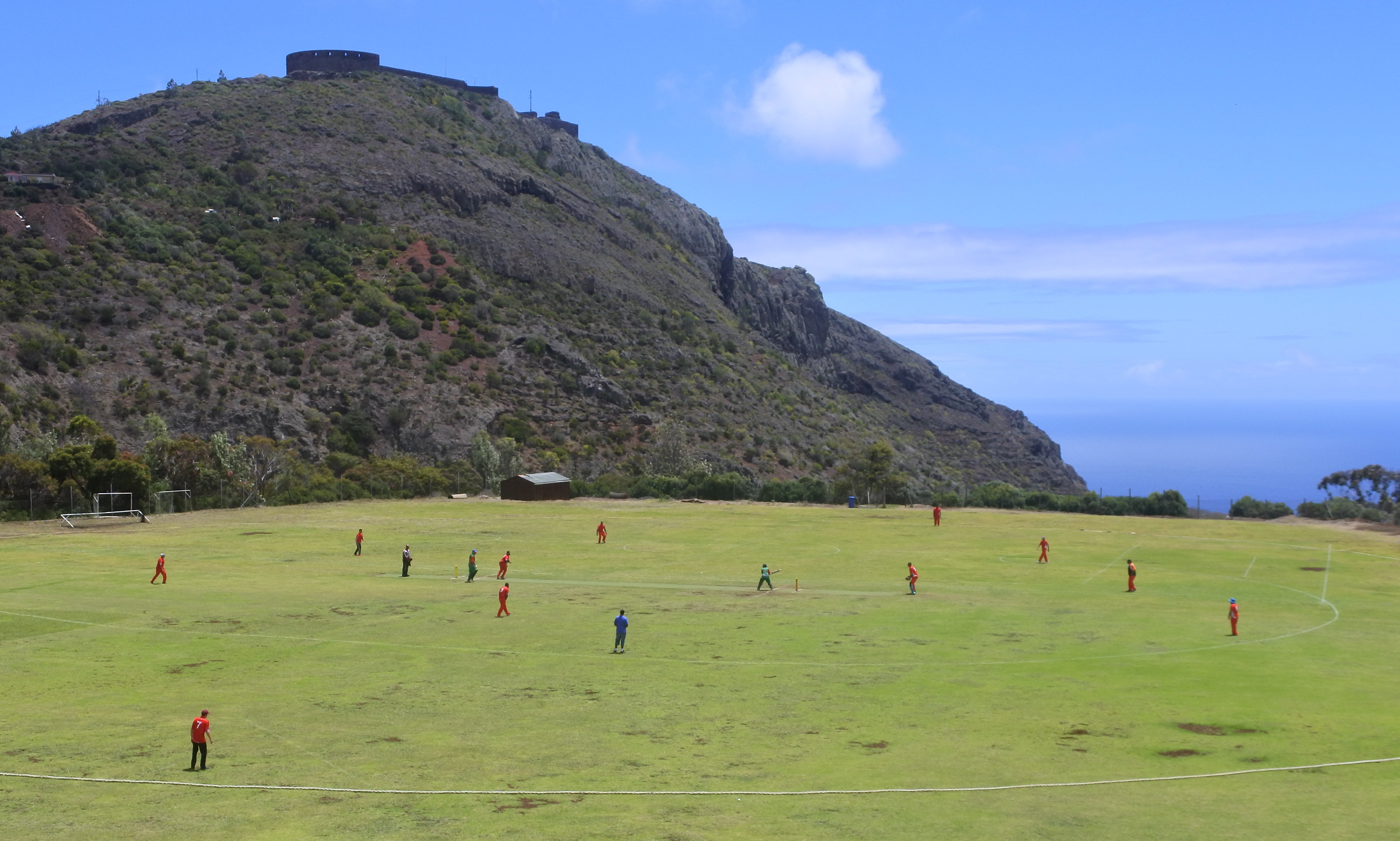
Un partido de críquet en Francis Plain, Santa Elena

El fútbol es otro deporte muy apreciado por los habitantes de Santa Elena, que lo practican con pasión. La Asociación de Fútbol de Santa Elena organiza ligas y torneos, con equipos que representan a varios distritos de la isla. Este deporte se practica todo el año, y los partidos locales suelen atraer a multitudes entusiastas. El fútbol también desempeña un papel importante en el compromiso juvenil, ya que proporciona una plataforma para que los jóvenes jugadores desarrollen sus habilidades y participen en competiciones.
El rugby está ganando popularidad en Santa Elena, impulsado por la creación de clubes y torneos locales. Aunque no se practica tanto como el críquet y el fútbol, este deporte ha desarrollado una gran afición y se considera una parte importante de la cultura deportiva de la isla. Las competiciones de rugby suelen ser encuentros sociales que reúnen tanto a jugadores como a espectadores.
Dados sus impresionantes paisajes naturales, Santa Elena ofrece excelentes oportunidades para correr y hacer senderismo. El accidentado terreno de la isla ofrece senderos desafiantes para los entusiastas de las actividades al aire libre, mientras que las carreras y maratones organizadas fomentan el espíritu de comunidad y aprovechan la belleza del entorno. El senderismo es popular entre residentes y visitantes, con numerosas rutas que serpentean por la geología única de la isla y sus exuberantes colinas verdes.
Al estar rodeada por el océano Atlántico, la vela y la navegación son parte integrante de la vida en Santa Elena. La isla cuenta con una vibrante cultura marítima, y sus habitantes practican la pesca, las competiciones de vela y otras actividades náuticas. El puerto local es el centro neurálgico de embarcaciones de recreo y comerciales, y ofrece una perspectiva única de la costa de la isla.
La pesca no es sólo una fuente de sustento para muchos en Santa Elena, sino también una apreciada actividad recreativa. Las aguas que rodean la isla son ricas en vida marina, lo que hace que la pesca sea popular tanto entre los lugareños como entre los turistas. Ya sea desde un barco o desde la orilla, la pesca es un pasatiempo que conecta a los habitantes con su entorno.
En los últimos años ha crecido el interés por deportes alternativos como el tenis, el bádminton y el tenis de mesa, facilitados por centros comunitarios y organizaciones locales. Estos deportes ofrecen opciones adicionales para la actividad física y ayudan a diversificar el panorama atlético de la isla.
Además, con un énfasis cada vez mayor en la forma física, los residentes participan en actividades como aeróbic, yoga y ciclismo, que se adaptan a distintos niveles de forma física e intereses. Estas actividades fomentan la sensación de bienestar y promueven un estilo de vida más activo entre la comunidad.

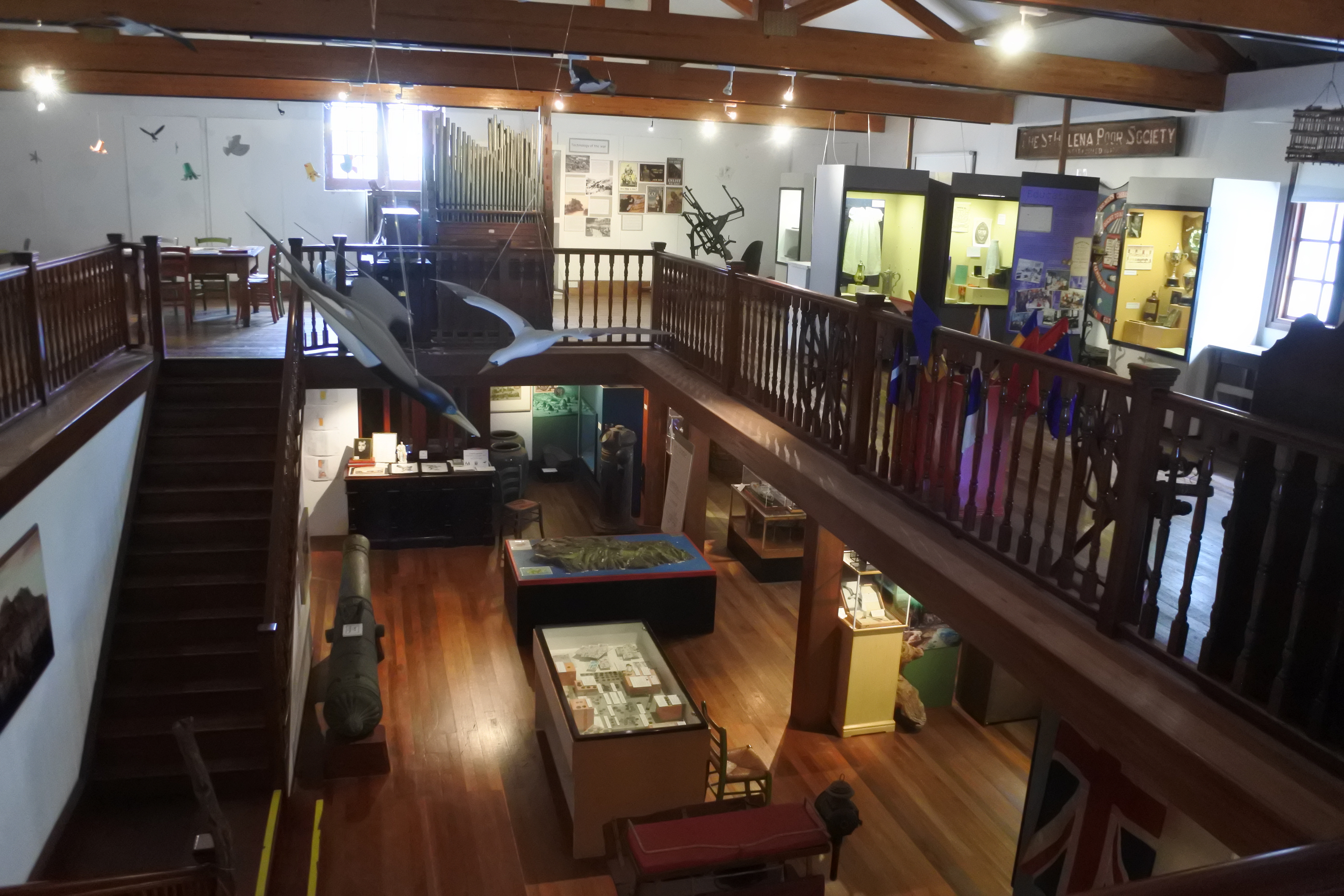
Museo de Santa Elena

## Cultura
Santa Elena, un remoto territorio británico de ultramar situado en el Atlántico Sur, es una isla diversa cargada de historia y caracterizada por un rico tapiz de influencias culturales. Santa Elena, descubierta a principios del siglo XVI y colonizada más tarde por los británicos, posee una mezcla única de tradiciones, lenguas y costumbres, moldeadas por sus habitantes y los acontecimientos históricos. 
La cultura de Santa Elena se ha visto muy influida por su pasado colonial y los diversos grupos humanos que han habitado la isla a lo largo de los siglos. Los portugueses descubrieron la isla por primera vez en 1502, pero fueron los británicos quienes establecieron un asentamiento permanente en el siglo XVII. La isla se convirtió en una estación naval estratégica y un punto de escala para los barcos que viajaban hacia y desde Asia y América, lo que puso en contacto a diversas culturas.
La emigración desempeñó un papel fundamental en la configuración del paisaje cultural de la isla. La llegada de africanos esclavizados, trabajadores contratados de la India y colonos europeos junto a la población indígena ha dado lugar a un rico mosaico cultural. Estas influencias aún pueden observarse hoy en las costumbres, la lengua y la vida social de la isla.

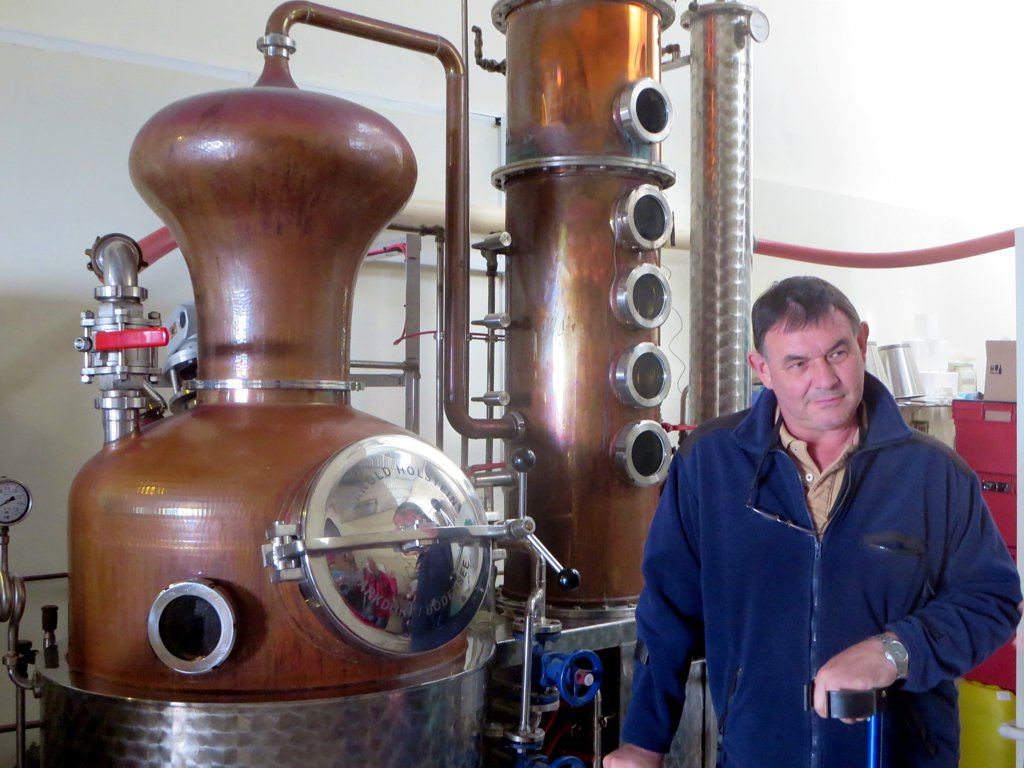
Destilería en Santa Elena

La principal lengua hablada en Santa Elena es el inglés, reflejo de su condición de territorio británico de ultramar. Sin embargo, los isleños también hablan un dialecto único conocido como «Saint Helenian» o «Hellenic». Esta lengua criolla tiene sus raíces en el inglés, pero incorpora elementos de lenguas africanas, portuguesas y de otras fuentes. El heleno se reconoce a menudo como un símbolo de identidad y orgullo locales, que representa la historia y la experiencia compartidas de los isleños.
La música es parte integrante de la vida cultural de Santa Elena. Los isleños disfrutan de varios géneros musicales, como el folk, el pop y los himnos religiosos tradicionales. Una de las formas musicales más significativas de la isla es el «vals de Santa Elena», que refleja la historia colonial y la mezcla cultural de la isla.
Las danzas tradicionales también son populares, y las reuniones suelen tener como elementos centrales la música y la danza. La socialización a través de actuaciones musicales y bailes es una forma crucial de que la comunidad se reúna y celebre las experiencias compartidas.
La cocina de Santa Elena es un delicioso reflejo de su herencia cultural. La comida de la isla mezcla sabores británicos, africanos y del sur de Asia, mostrando las diversas influencias de sus habitantes. Los platos tradicionales suelen llevar ingredientes locales, como pescado, sobre todo el preciado «Dorado», y ganado criado en la isla.

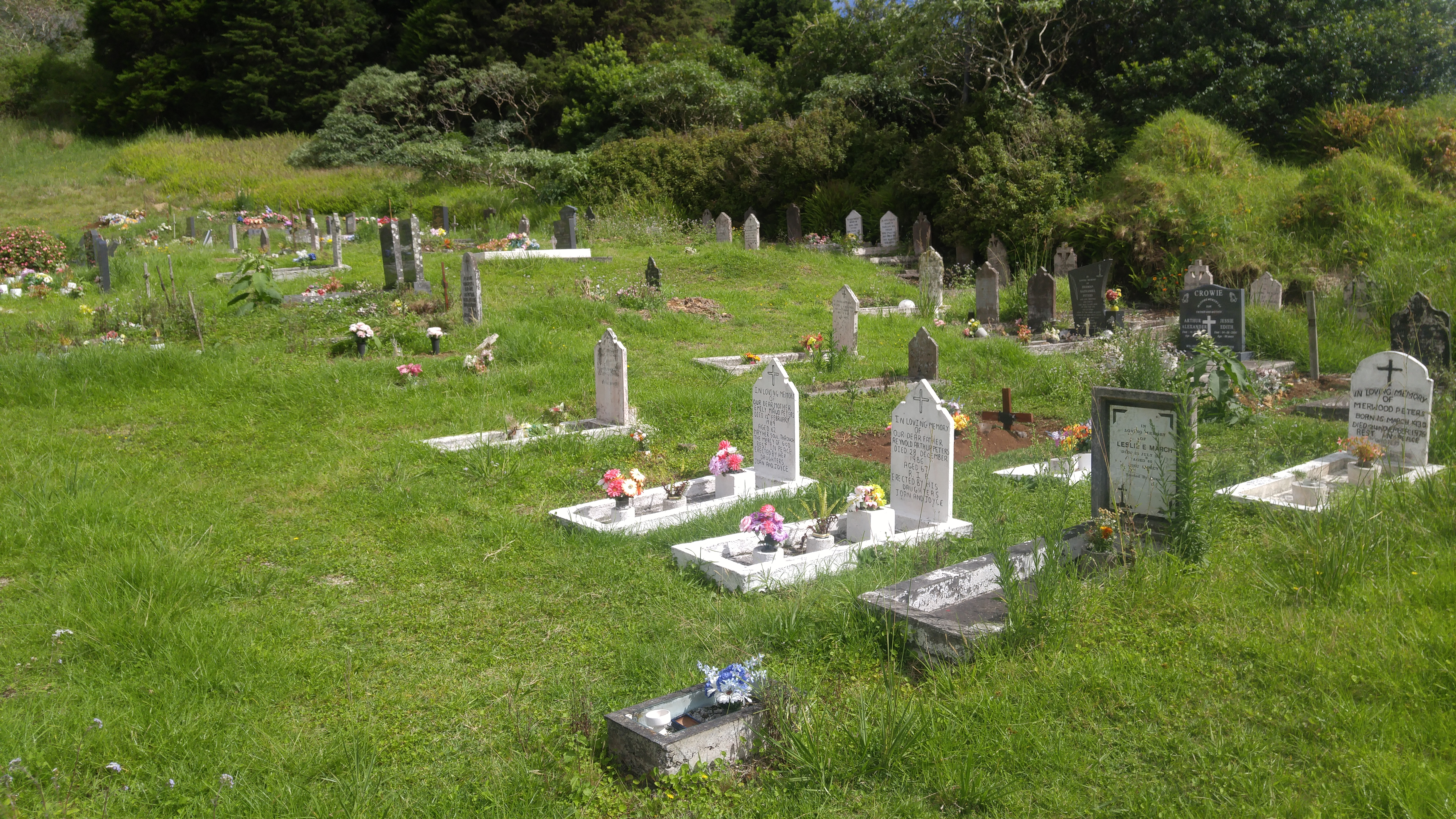
Cementerio en la Isla de Santa Elena

Un plato notable es el «Pastel de Anchoas», una sabrosa delicia que refleja la dependencia histórica de la isla de los alimentos en conserva. Otros platos populares son el «Bacon and Eggs», que contiene productos locales e importados. El famoso «Bounty» de Santa Elena es un pan dulce que suele degustarse en ocasiones especiales.
La comida también es un aspecto importante de la vida isleña, con reuniones comunitarias, mercados y festivales centrados en las tradiciones culinarias. Tanto si se trata de una reunión informal como de una gran celebración, la comida desempeña un papel central, reforzando los lazos entre familias y vecinos.
Santa Elena celebra varias fiestas locales, vitales para la expresión cultural y la unión de la comunidad. En particular, el «Día de Santa Elena», que se celebra cada año el 21 de mayo, conmemora el descubrimiento de la isla. Este día se celebran diversas actividades, como desfiles, juegos tradicionales y actuaciones culturales, que reflejan el patrimonio y la identidad de la isla.
Otra celebración importante es la Navidad, que reúne a familias y amigos para disfrutar de banquetes, música y festividades. Estas celebraciones brindan a la comunidad la oportunidad de reunirse y celebrar el carácter único de su isla.
El paisaje cultural de Santa Elena también está marcado por sus personajes históricos, entre los que destaca Napoleón Bonaparte, exiliado en la isla de 1815 a 1821. Su presencia dejó una huella indeleble en la historia de la isla, que ha dado lugar a atracciones como Plantation House, que fue la residencia de Napoleón y sigue siendo la residencia oficial del Gobernador de Santa Elena.
El turismo se ha convertido en una parte esencial de la economía de la isla y ha aumentado el interés por su cultura y su historia. Los visitantes reciben una cálida bienvenida y tienen la oportunidad de experimentar la mezcla única de costumbres, lenguas y tradiciones que definen a Santa Elena.